# Kinshasa
Pour les articles homonymes, voir Kinshasa (homonymie).
Kinshasa (/kin.ʃa.sa/  ; en lingala : Kisásá), appelée Léopoldville (en néerlandais : Leopoldstad) de 1881 à 1966, est la capitale et la plus grande ville de la république démocratique du Congo (RDC) et l'une des plus peuplées d'Afrique ; elle s’étend sur 9 965 km2. Avec une population estimée en 2021 à plus de dix-sept millions d'habitants dans sa zone métropolitaine, elle est la troisième agglomération d'Afrique derrière Le Caire et Lagos, et constitue la plus grande agglomération francophone du monde, ayant dépassé celle de Paris dans les années 2010, et figure parmi les agglomérations les plus peuplées au monde.
Située sur la rive sud du fleuve Congo, au niveau du Pool Malebo, elle fait face à la capitale de la république du Congo, Brazzaville. Les limites de la ville étant très étendues, plus de 90 % de sa superficie sont des espaces ruraux ou forestiers (notamment dans la commune de Maluku) ; les zones urbanisées se trouvent à l'ouest du territoire. Kinshasa est une ville administrative et fait partie des vingt-six provinces du pays. Ses habitants sont appelés les Kinois,.
Depuis plusieurs siècles, le site de Kinshasa est habité par des peuples bantous (Teke, Humbu) et a acquis une importance commerciale au cours des XVIIIe et XIXe siècles. En 1881, l'explorateur Henry Morton Stanley nomme la ville Léopoldville en l'honneur du roi des Belges Léopold II. En 1920, elle ne compte que 1 600 habitants, et voit peu à peu sa population s'accroître jusqu'à atteindre 200 000 habitants en 1950. Au cours de la seconde moitié du XXe siècle, la ville a connu un développement économique important et une urbanisation anarchique : sa population est passée d'un million d'habitants en 1970 à environ dix-sept millions.
Cœur économique, politique et culturel du pays, Kinshasa est une ville de contrastes, où coexistent côte à côte des secteurs résidentiels et commerciaux huppés, des universités, des camps militaires et des bidonvilles. Elle constitue un nœud de transports de l'Afrique centrale et accueille les principaux bâtiments institutionnels du pays, tels que le palais du Peuple, le stade des Martyrs et le palais de la Nation. C'est une ville cosmopolite, qui accueille de nombreux étrangers, et où le lingala, le kikongo ya leta (aussi appelé kikongo en dehors du Kongo Central), le swahili et le tshiluba sont les langues principales des habitants aux côtés du français, qui est la langue officielle.

## Toponymie
En kikongo, Kinshasa signifie le « Marché au sel » (de nshasa = « sel » et du locatif ki). Ce nom devint officiel après l'indépendance du pays, en 1966, remplaçant celui de « Léopoldville » qui fut donné en 1881 par l'explorateur Henry Morton Stanley en l'honneur du roi des Belges Léopold II au service duquel il se trouvait.
En face, sur la rive droite du fleuve Congo, se trouve Brazzaville, capitale de la république du Congo. Pour bien différencier les deux pays ayant « Congo » dans leurs noms, on appelle parfois la république démocratique du Congo « Congo-Kinshasa » et la république du Congo « Congo-Brazzaville ».
Kinshasa est un État administratif avec un statut spécial. C'est le centre administratif, économique et culturel de la république démocratique du Congo. Elle s'étend sur une distance de plus de trente kilomètres de l'est à l'ouest, et sur une distance de plus de quinze kilomètres vers le nord et le sud. Son peuple est connu sous le nom de Kinois. La majorité des ethnies du Congo sont représentées parmi la population de Kinshasa,.

## Environnement
Le climat de Kinshasa est de type tropical de savane avec hiver sec (Aw selon la classification de Köppen) avec une saison sèche de juin à septembre et une saison des pluies d'octobre à mai. La moyenne annuelle de température est de 25.3°C.

## Histoire

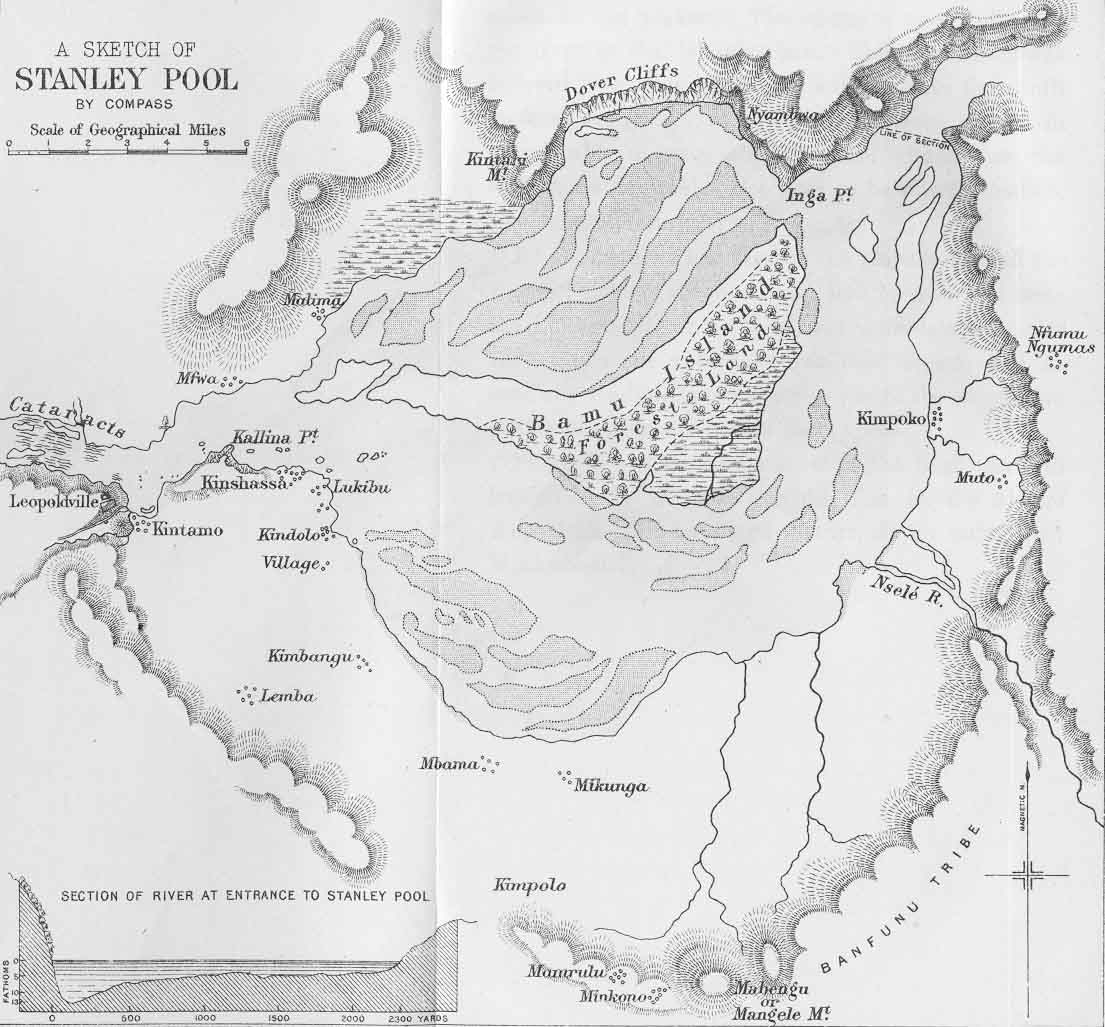
Carte de la région de Kinshasa et du Stanley Pool au XIXe siècle. Sont notamment déjà identifiés Kintambo, Lemba, Kallina et le village de Kinshasa. On remarque également le village de Kindolo (voir aéroport de Ndolo) et le Mont Manguele (désormais Mont Mangengenge) au sud.

L'Afrique centrale possède des traces d'occupation humaine remontant au premier millénaire avant notre ère. De nombreux sites anciens d'occupation ont ainsi été identifiés autour du pool Malebo, mais la plupart des fouilles sont anciennes et non coordonnées, ce qui pose des problèmes de stratigraphie. Les siècles précédant la colonisation voient des peuples bantous s'installer dans la région du Moyen et Bas-Congo, précédemment exclusivement occupée par les Pygmées. Différentes tribus et peuples composent la nouvelle population. Au niveau du pool Malebo, les Tio (ou Téké) peuplent la rive droite (Nord) du fleuve et des peuples assimilés aux Téké (Humbu et Mfinu) peuplent la rive gauche (Sud). La région voit la traite d'esclaves et le commerce d'ivoire enrichir le peuple téké, alors érigé en royaume.

### DuXVIeauXIXesiècle
Dès le XVIe ou XVIIe siècle, la région du Pool devient une plaque tournante entre le bassin du fleuve et les régions côtières. Des légumes des Amériques sont aussi introduits à l'intérieur du continent grâce au commerce et les esclaves (le plus souvent des vaincus dans différents conflits) partent vers Loango, l'embouchure du fleuve et au Sud du royaume du Kongo. Les Bobangis, parfois appelés Bangala (gens du fleuve), occupaient la majeure partie du commerce avec la région équatoriale en naviguant le fleuve et ses rivières jusqu'aux villages tékés du Pool. Au cours des XVIIIe et XIXe siècles, des pêcheurs et surtout des commerçants tékés venus du nord installent des marchés et des villages au sud du Pool Malebo et sur le plateau qu'on nommera plus tard le plateau des Batéké. Ces villages sont des colonies car les Tékés se limitent à la pêche et au commerce. Les tribus de la région, Humbu et Mfinu, étaient considérées comme les propriétaires de ce côté du fleuve. Au fil du temps, les colons tékés poussent la population locale plus loin des rives, vers l'intérieur des collines. Les principaux villages tékés de la rive sud étaient Nsasa avec près de 5 000 habitants, Ntambo avec moins de 3 000 habitants. Lemba, parmi une multitude de petits villages humbus, était la capitale marchande et politique des Humbus, avec environ 300 habitants. Les marchés du fleuve voyaient des caravanes d'esclaves porteurs d'huile, d'amandes, de palme, d'arachides, de sésame et d'ivoire aller et venir.

### Colonisation européenne

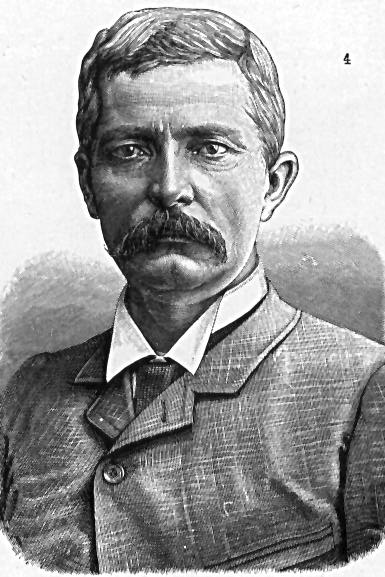
Henry Morton Stanley.

Henry Morton Stanley atteint pour la première fois le site de la ville au niveau de Ntambo le 12 mars 1878 lors de sa traversée d'Est en Ouest du continent africain. En 1881, il signe le « traité de l’amitié » avec un chef téké, Ngaliema, obtenant ainsi le droit d’établissement à l'emplacement de l'actuelle commune de Kintambo, sur les bords de la baie de Ngaliema, et il charge le capitaine Charles-Marie de Braconnier d'y fonder un poste qu’il baptise d'avance Léopoldville (Leopoldstad en néerlandais) en l’honneur de son commettant Léopold II de Belgique. Stanley avait choisi l’endroit où le fleuve Congo devenait navigable en direction de l’amont. Le site spacieux et facile à défendre était déjà peuplé de soixante-six villages antérieurs à Stanley avec une population totale estimée à 30 000 habitants. Stanley fonde aussi une autre station, celle-ci près du hameau de Kinshasa, avec l'accord du chef Ntsuvila. Ce village donne son nom à la ville actuelle, se dressant, avec le village de Mpumba, là où aujourd’hui se trouve le quartier des affaires.
En 1898, Léopoldville est reliée par le rail à Matadi. Son importance économique en est accrue et pourtant, en 1909, on y dénombre à peine 4 685 habitants,.

### Capitale grandissante

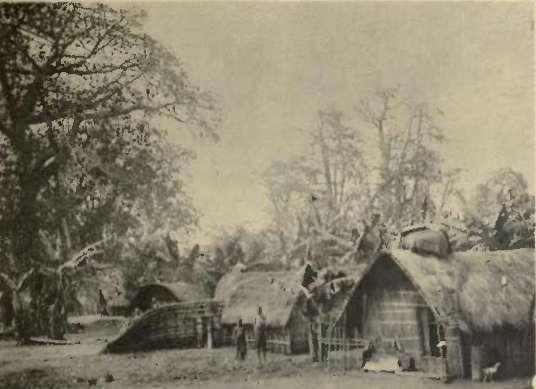
Village de téké de Kinshasa vers 1912.

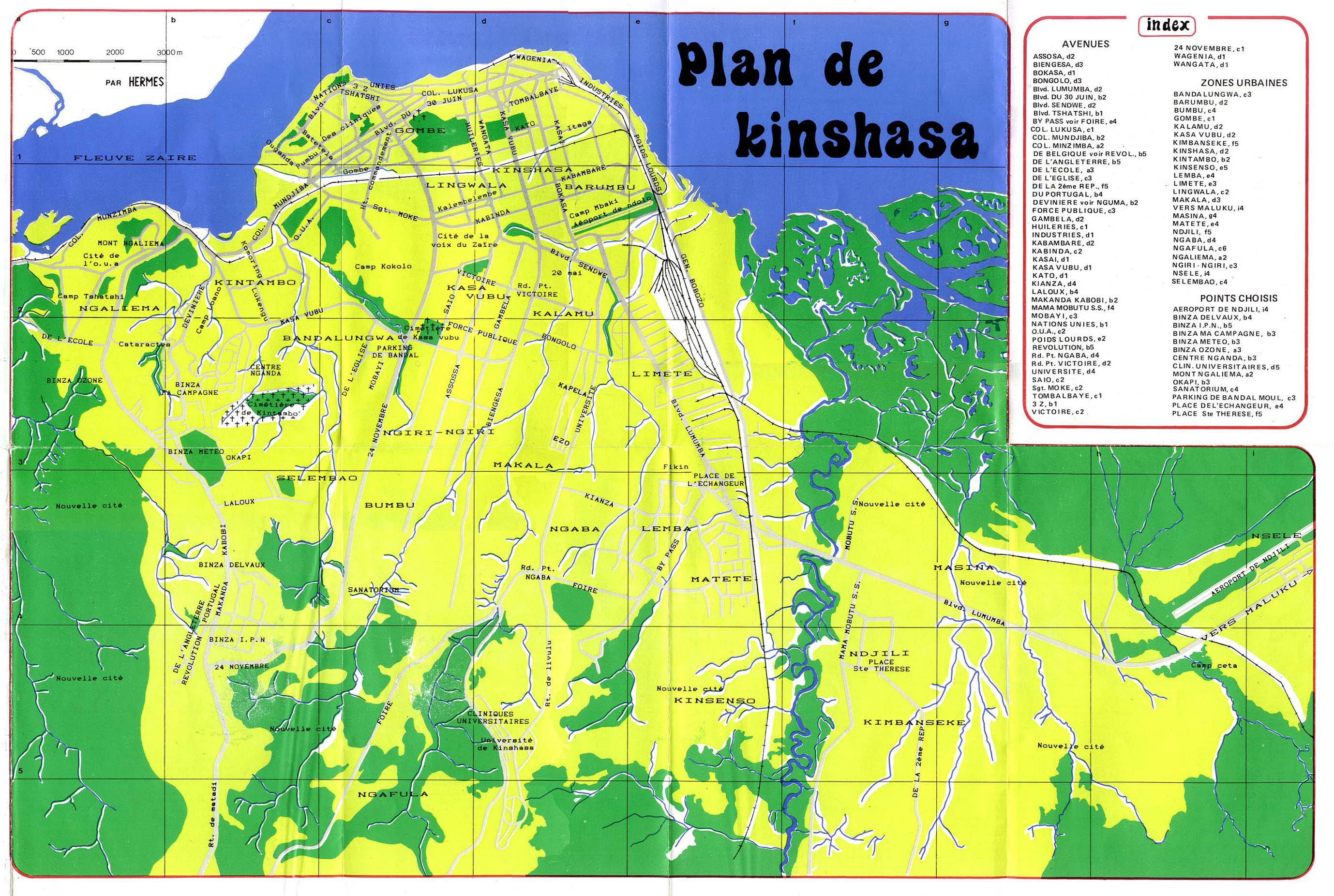
Carte du centre de Kinshasa, 2001.

En 1923, la ville hérite de la fonction de centre administratif assumée jusque-là par Boma, par la mise en application de l'arrêté royal du 1er juillet 1923. La ville était auparavant un « district urbain ». À cette époque, Léopoldville est confinée aux communes de Kintambo et de la Gombe actuelle développées autour de la Baie de Ngaliema. Ensuite apparaissent les communes de Kinshasa, de Barumbu et de Lingwala. Dans les années 1930, celles-ci accueillent la majorité des logements pour les employés de la Chanic, la Filtisaf et l'Utex Africa.
Léopoldville ne devint juridiquement une ville que le 25 juin 1941 (avec 5 000 hectares et 53 000 habitants). Par la même occasion, elle devient capitale de la colonie, chef-lieu de la province du Congo-Kasaï et du district du Moyen-Congo. Elle est divisée en deux zones : la zone urbaine, avec Léo II, Léo-Ouest, Kalina, Léo-I ou Léo-Est, et Ndolo ; et la zone indigène au sud.
La croissance de la ville s'amplifie en 1945 avec la fin du travail forcé, qui permet aux populations noires d'augmenter. Arrivent alors de nombreux paysans de la campagne, à la recherche d'un emploi, et s'entassant dans les cases de la zone indigène. La ville commence alors à se peupler majoritairement de Bakongo.
Dans les années 1950, les cités planifiées de Lemba, Matete, et une partie de Ndjili sont aménagées pour loger les employés de la zone industrielle de Limete.
En 1954, la ville ouvre la première université de la colonie, l'université Lovanium.
La ville compte onze communes et six zones annexes en 1957 : les communes de Kalamu, Dendale (actuelle commune de Kasa-Vubu), Saint-Jean (actuelle Lingwala), Ngiri-Ngiri, Kintambo, Limete, Bandalungwa, Léopoldville (actuelle Gombe), Barumbu, Kinshasa et Ngaliema ; et les zones annexes de Lemba, Binza, Makala, Kimwenza, Kimbanseke et Kingasani. Les zones annexes de Ndjili et Matete sont plus tard ajoutées.
Avec les émeutes de janvier 1959, l'indépendance politique se profile, les élections municipales, parlementaires ou présidentielle donnent lieu à des tensions ethniques qui nécessitent l'intervention de la force publique. Les Bakongos remportent néanmoins les élections municipales. Le Mouvement national congolais remporte les élections parlementaires (députés et sénateurs). Patrice Lumumba, premier ministre, propose à Joseph Kasa-Vubu, de l'Abako, la présidence de la République, poste essentiellement honorifique. Par souci d'unité nationale, celui-ci accepte.
La guerre civile qui suit l'indépendance en 1960 renforce l'immigration des Balubas. Avec la prise de pouvoir du maréchal Mobutu, en 1965 le lingala devient la langue régionale enseignée à côté du français.
La ville change officiellement de nom en 1966, passant de Léopoldville à Kinshasa.
En 1968, elle est dotée du statut de région au même titre que les autres régions du pays et le nombre de communes passe à vingt-quatre. Les dix nouvelles communes sont Bumbu, Kimbanseke, Kisenso, Makala, Maluku, Masina, Mont-Ngafula, Ngaba, Nsele et Selembao.
La loi du 5 janvier 1975 en fait la huitième région de la république (le Kivu a été scindé depuis), avec la création des nouveaux organes administratifs.

### Histoire urbaine de Kinshasa
L'histoire urbaine de Kinshasa décrit l'histoire de la genèse de Kinshasa, et la manière dont elle s'est urbanisée. Cette urbanisation s'est réalisée en deux temps. Le premier correspond à l'époque coloniale, quand la ville a bénéficié d'un plan urbain bien élaboré. Le deuxième, à la période post-coloniale, période à laquelle la ville se développe de façon anarchique, sans plan d'urbanisme. C'est même la période de l'urbanisme spontané.

### Croissance urbaine et «maux africains»

#### Croissance démographique
En 1945, la capitale du Congo belge abrite 100 000 personnes. À l’indépendance, en 1960, Léopoldville compte 400 000 âmes, ce qui en fait la plus grosse agglomération d’Afrique centrale. Quinze ans plus tard, après que la ville eut reçu le nom de Kinshasa en 1966, sa population a déjà franchi le cap des deux millions.
D'après l'Institut national de la statistique en 2000, Kinshasa compte près de 6 062 000 habitants dont 3 637 000 de moins de dix-neuf ans, tranche d'âge comprenant donc 60 % de la population qui représente d'ailleurs plus de la moitié de la population urbaine. En 2001, les jeunes de quinze ans} représente 46,8 % de la population totale. Kinshasa a maintenant une structure démographique réellement jeune et cette jeunesse est particulièrement kinoise de naissance parce que la moitié de la population urbaine est née à Kinshasa. Ce qui n'était pas le cas avant l'indépendance et jusqu'aux années 1970 parce qu'en 1967, lorsque la ville avait environ 865 460 habitants, près de 53 % de la population (460 390 hab.) n'étaient pas natifs de Kinshasa. En 1984, les résultats du recensement indiquent que 59,4 % de la population sont des natifs de Kinshasa. Les jeunes représentent donc aujourd'hui à Kinshasa une bonne frange de la population. La population a ensuite crû de manière considérable jusqu'à atteindre plus de huit millions d'habitants selon les estimations de 2010.
Les carences de l'administration ne permettent pas d'obtenir une quantification exacte de la population kinoise. L'exode rural et les migrations consécutives aux guerres civiles à l'Est sont des facteurs supplémentaires qui compliquent le chiffrage. Les estimations actuelles sont fournies par des ONG et parfois basées sur la détermination du taux moyen d'occupation urbaine par photographie aérienne, principalement dans les zones où l'habitat type ne comporte pas d'étages, c'est-à-dire les zones ayant une forte expansion urbaine comme les cités. De ce fait, la population est estimée à plus de douze millions d'habitants dans le rapport de l'ONU sur les villes publié en 2016,.

## Économie

### Violence et corruption
En 1991, et ensuite en 1993, Kinshasa est victime de pillages, dont les séquelles sont encore visibles tant matériellement qu’humainement jusqu'à aujourd'hui. Ces pillages ont pour cadre une crise économique due à un système politico-économique, finalement aussi inefficace que corrompu, instauré par Mobutu Sese Seko.
En 1997, après l'arrivée au pouvoir de Laurent-Désiré Kabila, des violences ethniques éclatent dans la ville. La politique du nouveau dirigeant influence l'économie de la capitale, et du pays en général, ce qui a pour effet d'accentuer la corruption.
Selon une enquête du Réseau des Éducateurs des Enfants et Jeunes de la Rue (REEJER) de 2006, 13 877 enfants vivent et travaillent dans les rues de Kinshasa, principalement dans les communes de Masina, Kimbanseke et Limete.

### Engorgement des transports
L'état de la voirie est mauvais dans de nombreuses communes de l'agglomération, au point que nombre de rues sont impraticables pour des véhicules hors saison sèche.
Des travaux de réhabilitation ont été menés. Toutefois, les réhabilitations sont parfois inefficaces.
En conséquence de cette dégradation des chaussées, le professeur des universités et géographe Marc Pain fait le constat d'une aggravation (entre 1973 et 1984) de l'enclavement de certains quartiers, notamment du sud, dans l'agglomération, les trajets vers le centre comme de périphérie à périphérie étant de plus en plus longs, à tel point qu'il est parfois plus rapide de se rendre à sa destination à pied. Vingt ans plus tard, en 2007, le journal Le Potentiel fait le même constat d'une dégradation : « Autrefois, les conducteurs de véhicules empruntaient certaines avenues secondaires. Celles-ci sont, par les temps qui courent, devenues impraticables. ». En 2008, malgré le lancement des cinq chantiers de Joseph Kabila, l'état des infrastructures reste « dans un état de délabrement très avancé dans la ville de Kinshasa. [...] Nombreuses parmi les vingt-quatre communes qui la composent sont pratiquement enclavées. [...] Aujourd’hui, la réalité du terrain contraste terriblement avec ce que le pouvoir a promis. ».

### Les problèmes écologiques
La ville est confrontée à d'importants problèmes écologiques.
Au premier rang, le problème de l'énergie. En effet, en dépit d'un fort potentiel hydroélectrique des barrages d'Inga I et II, le réseau électrique est vieillissant, mal calibré et peu étendu. Les branchements illégaux et les incidents quotidiens, d'origine naturelle ou humaine, provoquent des pannes à répétition. L'absence d'une énergie disponible partout et peu coûteuse explique l'usage des autres sources d'énergies. En 1984, Marc Pain montre qu'environ 45 % de la population fait la cuisine avec des combustibles d'origine pétrolière, la grosse majorité des autres avec du bois ou du charbon de bois provenant de la déforestation. Des solutions sont recherchées pour gérer des plantations à repousse rapide (eucalyptus, pins). En 2010, la consommation de charbon de bois est estimée à 500 000 tonnes et un grand projet, nommé « Makala », est lancé pour mieux gérer la filière bois-énergie.
Le second est la gestion de l'eau. L'eau potable est assurée par la société publique Regideso. Mais les infrastructures de traitement et d’acheminement de l'eau sont également vétustes et limitées, donc incapables de satisfaire les demandes grandissantes de la ville. La suspicion sur la qualité de l'eau est la raison pour laquelle grandit un marché de l'eau en bouteille et s'installent des systèmes de filtration chez les particuliers aisés. Sans eau courante, des quartiers entiers emploient le système D. Des travaux sont en projet pour résoudre le problème.
Il n'existe aucune station d'épuration. Les eaux usées sont donc rejetées directement dans les rivières et le fleuve Congo, ce qui implique une pollution latente. Le tout à l'égout ne concerne que le centre-ville et certains quartiers. Il en va de même pour l'évacuation des eaux de ruissellement. Malgré cela, le système actuel est peu entretenu donc presque inutile. Par conséquent, Kinshasa est régulièrement touchée par les inondations et parfois par des épidémies.
Le troisième est la gestion des déchets.
Il existe un service de traitement des déchets mais reste insignifiant. Le tri n'existe pas. Fort heureusement, un recyclage d'ordre économique a lieu dans la population. Ainsi, les métaux sont réemployés, ou revendus au poids, et les contenants plastiques sont réutilisés. Les matériaux inertes, comme le ciment, la brique et la faïence, sont pilés et revendus comme gravier. Le bois sert de combustible. Toutefois, la ville produisant une quantité de déchets très importante, il reste bon nombre de détritus inexploitables, le plastique souple en tête. La technique courante consiste à les regrouper en tas puis les brûler, voire les enterrer. En conséquence de quoi, une pollution invisible des sols, de l'air et des eaux par les suies, les gaz toxiques et les métaux lourds, n'est pas à écarter.

### Cinq chantiers

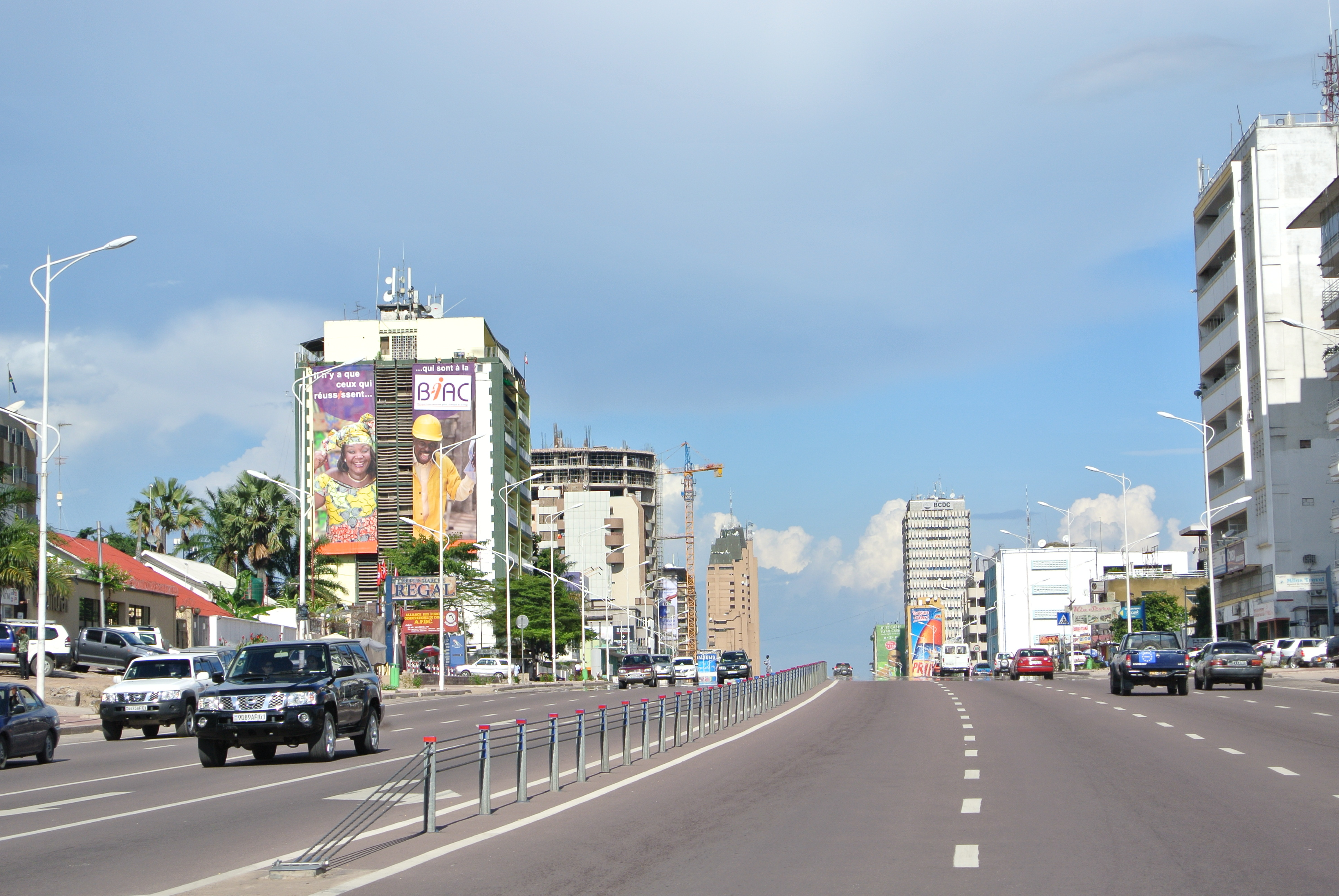
Boulevard du 30-Juin.

En 2009, le président Joseph Kabila mit en œuvre une série de cinq chantiers pour la nation : les infrastructures, la santé et l’éducation, l’eau et l’électricité, le logement, l’emploi. Tous ont des parties importantes à Kinshasa.
Pour l’infrastructure, d’importants travaux routiers occupent, depuis 2009, la société chinoise CREC dont notamment le réaménagement du « boulevard du 30 Juin » à Gombe et le « boulevard Colonel Mondjiba » à Kintambo, l’« avenue du Tourisme » (longeant le fleuve vers l'aval) à Ngaliema. Un projet d’aménagement de route express au niveau de l’« avenue Nyangwe » et de l’« avenue Kabambare » n’a pas encore été entamé.
L’aéroport international de Ndjili voit aussi des travaux de réhabilitation, sa piste doit être réaménagée et un nouveau terminal sera construit. Ce dernier est en partie financé par une redevance perçue auprès de chaque voyageur utilisant l’aéroport.
La ville voit aussi l’installation de la fibre optique connectant celle-ci à la côte atlantique, plus précisément au câble South Africa Transit 3/West Africa Submarine Cable.

### Urbanisation en question
Comme toutes les villes ayant connu un fort développement démographique, Kinshasa a subi un étalement anarchique et l'explosion des petites constructions, parfois de bric et de broc. L’absence d’encadrement rigoureux sur le bâti et le manque de politique urbanistique pour des raisons budgétaires n’ont rien arrangé. Malgré l’amélioration socio-économique du pays depuis quelques années, le phénomène se poursuit encore.
Quoi qu'il en soit, si l’offre publique est exsangue, l'importation des matériaux, le peu d'offre sur le marché du ciment et les conflits de propriétés limitent aussi l'offre privée. Cette inégalité a été responsable d'une forte augmentation des prix immobiliers, déclenchée d'ailleurs par l'arrivée de milliers de fonctionnaires de la MONUSCO.
L’apparition d’une classe moyenne montante et le retour des investisseurs étrangers a suscité l’intérêt du privé pour la construction lucrative de logements et d’hôtels. Kinshasa connaît donc une forte activité foncière qui a donné lieu à l’érection de nombreux immeubles et maisons, quand d’autres n’ont pas été réhabilités ou rénovés. Ainsi, un projet de développement immobilier de haut-de-gamme sur le site marécageux de la rivière Ndjili le long du fleuve Congo est en préparation par la société Hawkwood Properties, détenue par des fonds zambiens. Ce projet immobilier d’envergure constituerait une nouvelle commune appelée « la cité du fleuve Congo »,.

Hôtel, centres commerciaux et supermarchés.
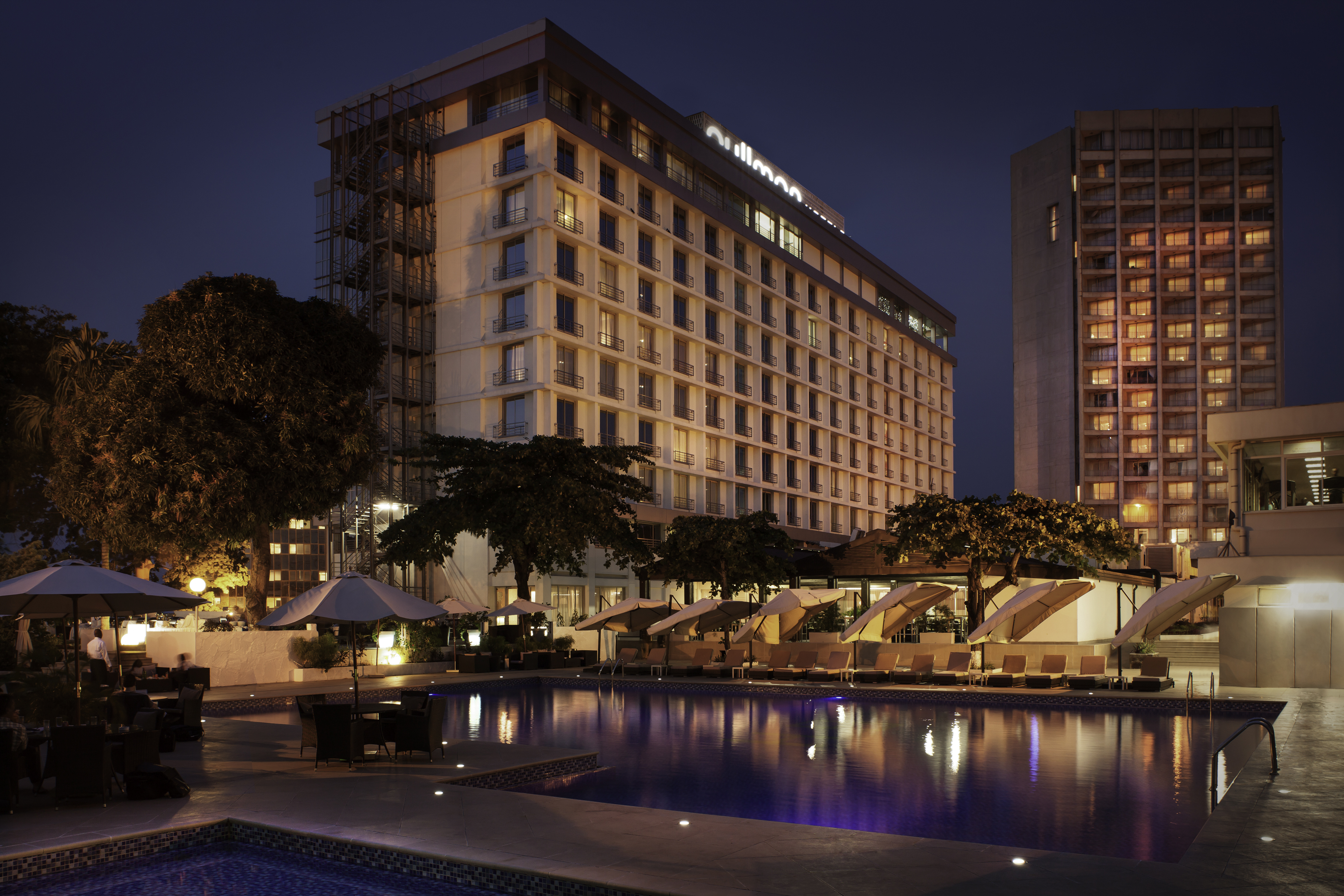
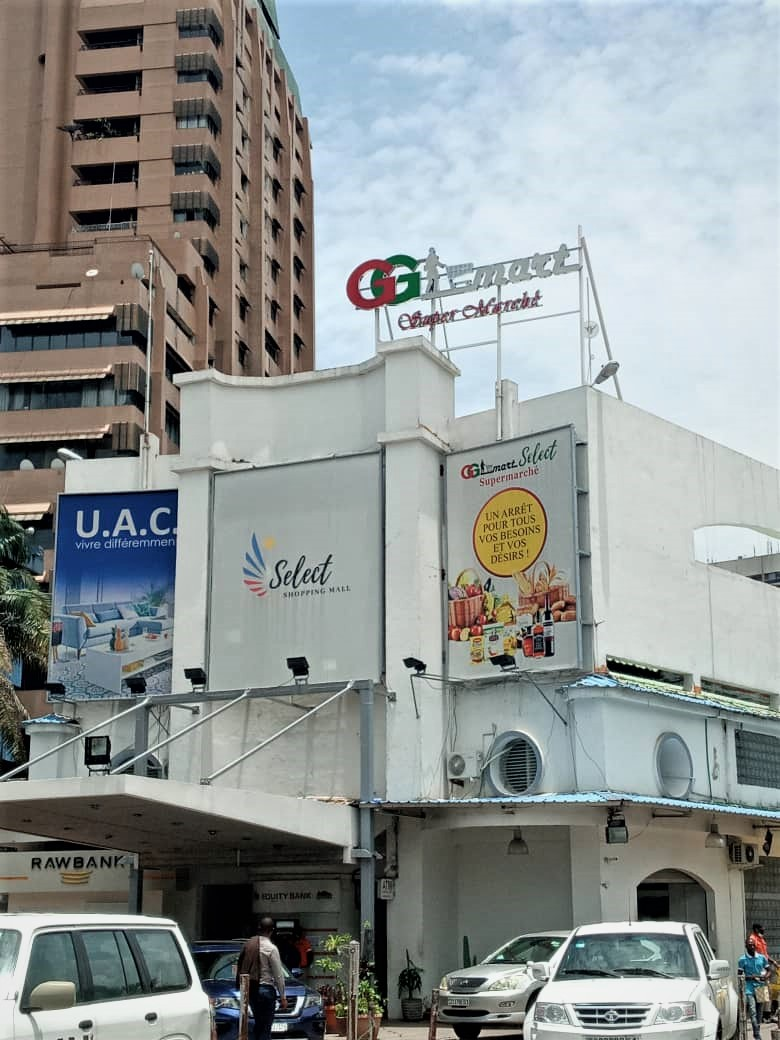
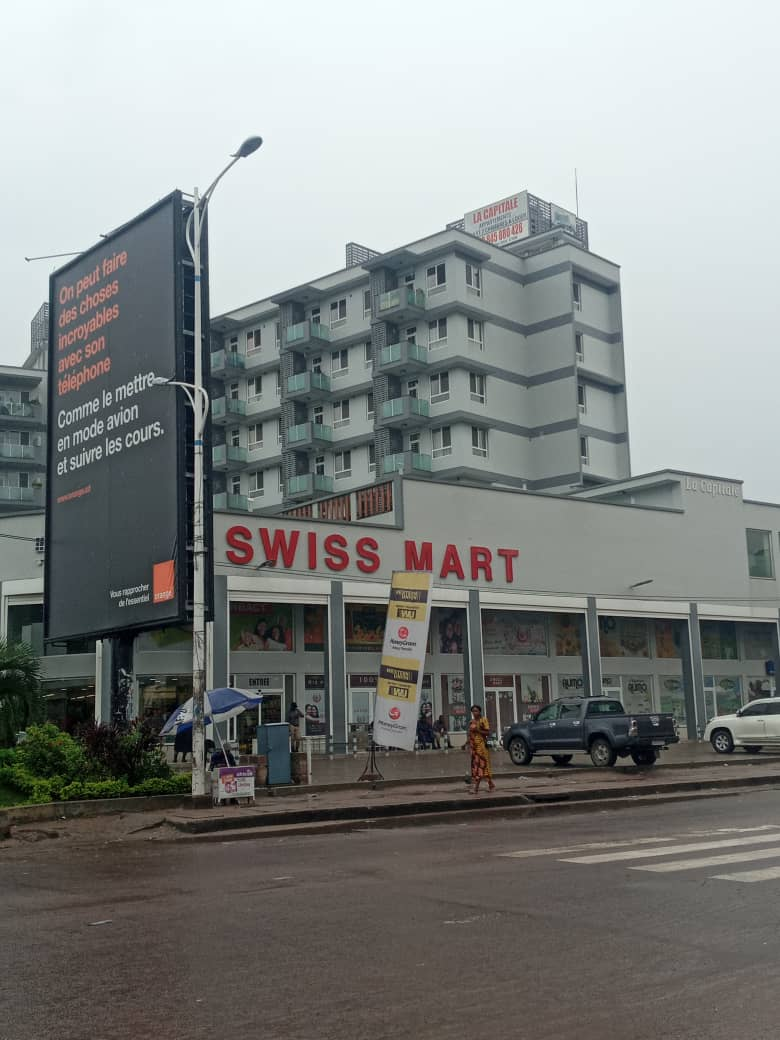
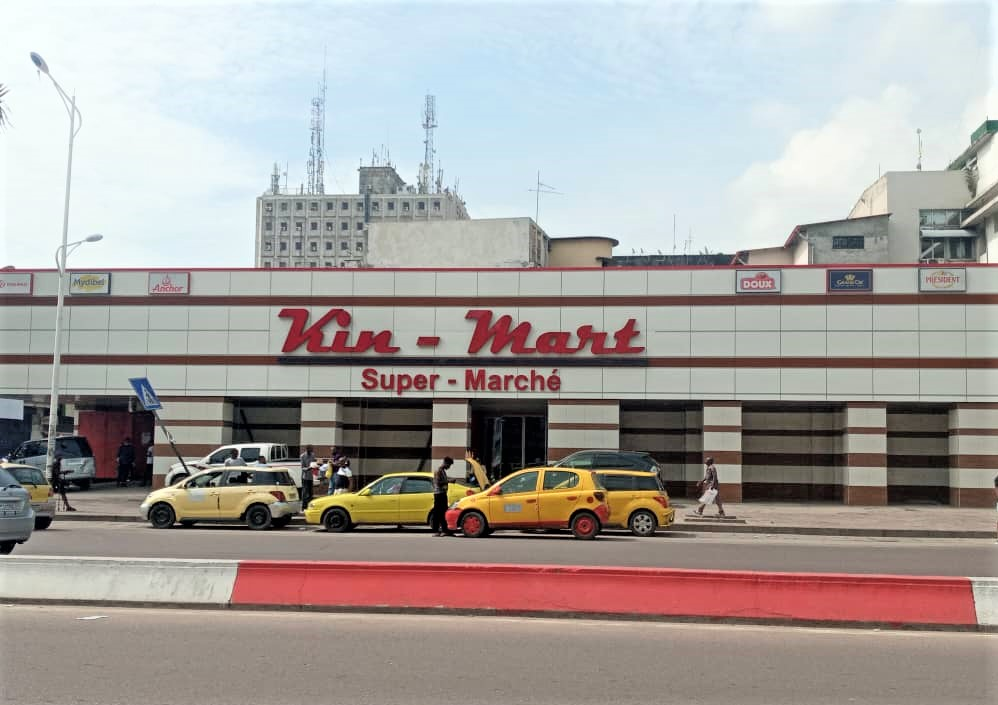

Toutefois, l’effondrement d’un nouvel immeuble, à peine terminé mais habité, dans le quartier Basoko de la commune de Ngaliema le 14 octobre 2013, a démontré que les règles élémentaires de construction étaient négligées au profit des bénéfices. D’autres questions plus dérangeantes commencent à apparaître sur l’urbanisation galopante de la ville. En effet, l’investissement massif par des capitaux étrangers dans des programmes étendus et luxueux, destinés en fin de compte qu’à une catégorie haute donc très étroite de la population, laisse planer le doute. Certains dénoncent une spéculation immobilière, voire du blanchiment d’argent.

## Géographie

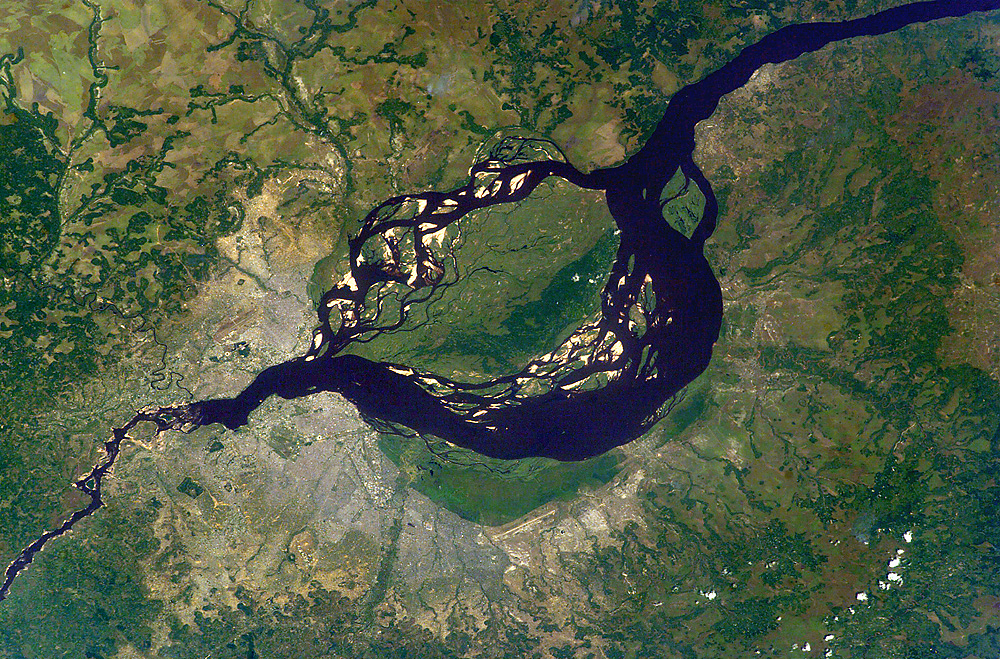
Kinshasa et Brazzaville vues par satellite.

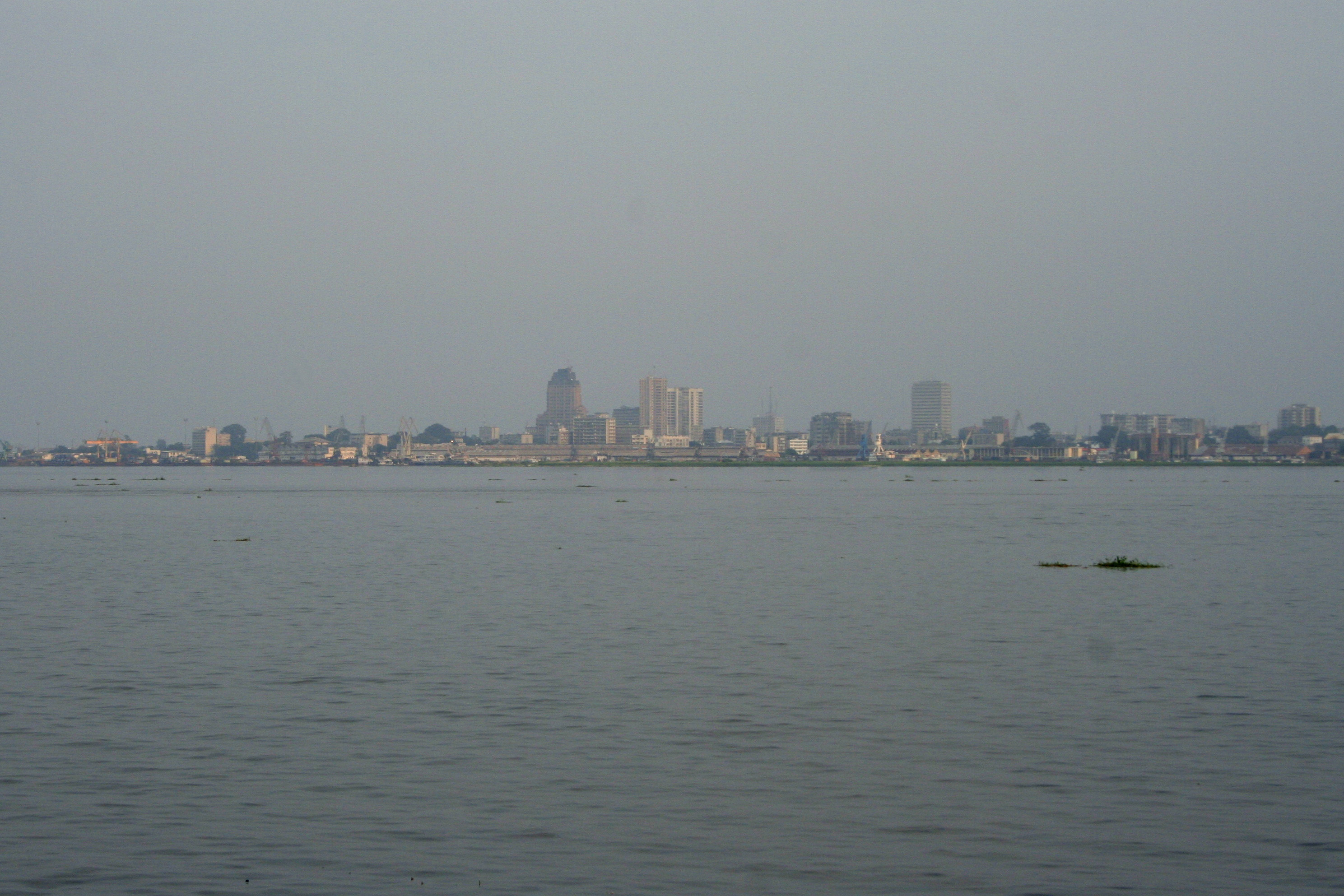
Fleuve Congo et vue sur Kinshasa.

Une partie importante de la ville s'étend sur une superficie essentiellement rurale et couverte d'une savane herbeuse parsemée d'arbustes. La commune rurale de Maluku se trouvant dans la partie orientale de la ville-province occupe à elle seule 79 % du territoire. C'est une ville de contrastes importants, avec des secteurs résidentiels et commerciaux chics, des universités, des camps militaires et des taudis informes coexistant côte à côte, et donc aussi de vastes zones « rurales » envahissant parfois la ville au point de retrouver maraîchers et élevages en ville.
Kinshasa est séparée de Brazzaville par le fleuve Congo. Brazzaville et Kinshasa ne sont séparées que par la largeur du fleuve, soit moins de 2 km, ce qui en fait les deux capitales les plus rapprochées du monde.

### Climat
Kinshasa a un climat tropical de savane avec hiver sec (Aw d'après la classification de Köppen). La température moyenne annuelle est de 25,3 °C et les précipitations annuelles sont de 1 273,9 mm. Les mois les plus secs sont juillet et août avec seulement 3 mm de précipitations et mars et avril les plus humides avec 196 mm de précipitations.
| Mois                                | jan.  | fév. | mars  | avril | mai   | juin | jui.  | août  | sep. | oct.  | nov. | déc.  | année   |
| ----------------------------------- | ----- | ---- | ----- | ----- | ----- | ---- | ----- | ----- | ---- | ----- | ---- | ----- | ------- |
| Température minimale moyenne (°C)   | 22,5  | 22,8 | 23    | 22,9  | 22,5  | 20,7 | 19,8  | 20,3  | 21,7 | 22,5  | 22,3 | 22,3  | 23      |
| Température moyenne (°C)            | 25,5  | 26   | 26,2  | 25,9  | 25,8  | 24,9 | 24,5  | 25    | 26,1 | 26    | 25,3 | 25,2  | 25,7    |
| Température maximale moyenne (°C)   | 29,4  | 30   | 30,4  | 29,8  | 29,7  | 29,8 | 30    | 30,2  | 31,3 | 30,4  | 29   | 28,8  | 29,7    |
| Ensoleillement (h)                  | 204,6 | 182  | 213,9 | 198   | 182,9 | 153  | 158,1 | 130,2 | 141  | 182,9 | 195  | 204,6 | 2 146,2 |
| Précipitations (mm)                 | 126   | 110  | 118   | 146   | 83    | 6    | 1     | 7     | 20   | 120   | 192  | 166   | 1 095   |
| Nombre de jours avec précipitations | 16    | 13   | 14    | 16    | 12    | 1    | 0     | 1     | 5    | 15    | 19   | 19    | 131     |
| Humidité relative (%)               | 83    | 82   | 81    | 84    | 82    | 73   | 67    | 65    | 66   | 75    | 84   | 85    | 77      |

La ville-province s'étend sur une surface de 9 965 km2 composée d'un grand plateau (Plateau du Kwango), d'une chaîne de collines (monts Ngaliema, Amba, Ngafula), d'une plaine et de marécages au bord du Pool Malebo. La plaine est la partie la plus peuplée et s'étend en forme de croissant de la baie de Ngaliema à l'Ouest jusqu'au plateau du Kwango à l'Est du Pool Malebo.
Les variations annuelles de température dans la région de Kinshasa sont d'environ treize degrés Celsius. Le climat est de nature équatoriale (chaud et humide), composé d'une saison des pluies de huit mois.
La saison sèche est de mi-mai à mi-septembre. Le reste de l'année est relativement pluvieux surtout aux alentours de mars ou novembre.
Plusieurs rivières de diverses dimensions traversent les plaines de la ville-province, généralement prenant source dans les collines, coulant du Sud vers le Nord, pour se jeter dans le fleuve Congo. Des lacs de tailles réduites, comme le lac Ma Vallée et le lac Vert, y sont aussi localisés.

### Subdivisions
La ville de Kinshasa est divisée en quatre districts et vingt-quatre communes :
| \| Les 4 districts et les 24 communes de Kinshasa \| \| v · d · m \| |                    |           |
| District de la Lukunga District de la Funa District du Mont-Amba District de la Tshangu Brazzaville Fleuve Congo Pool Malebo M’Bamou Baie de Ngaliema Gombe Barumbu Kin. Ling. K.-V. Ng.-Ng. Kal. Banda- lungwa Kintambo Ngaliema Selembao Bumbu Makala Ngaba Lemba Limete Matete Kisenso Masina Ndjili Kimbanseke Nsele Mont-Ngafula Nsele Maluku |                    |           |
| abréviations : Kinshasa (Kin.), Kasa-Vubu (K.-V.), Lingwala (Ling.), Ngiri-Ngiri (Ng.-Ng.) |                    |           |
| Les 4 districts et les 24 communes de Kinshasa | Blason de Kinshasa | v · d · m |

| Les 4 districts et les 24 communes de Kinshasa | Blason de Kinshasa | v · d · m |

Les quatre districts urbains de la ville de Kinshasa sont totalement inégaux en ce qui concerne la superficie, les effectifs démographiques, le niveau d'urbanisation, le niveau de vie et la qualité des infrastructures de base.

#### District de la Tshangu
Il est le plus peuplé et le plus étendu de la ville. Son développement a pour handicap de n'être relié au centre-ville que par une unique route : le boulevard Lumumba, grâce au pont qui traverse la rivière Ndjili. En 2004, le district comptait 2 082 056 habitants sur 9 116,5 km2, soit une densité de 227 habitants au km2. Au cours de la décennie 2000, plusieurs infrastructures de grande envergure se sont implantées à la Tshangu. Il s'agit entre autres de : Hôpital Marie Biamba Mutombo du basketteur congolais de la NBA Mutombo Dikembe à Masina, hôpital des chinois à Ndjili, hôpital de Maluku à Maluku, Marché de la Liberté à Masina et Marché de Menkao à Menkao dans la commune de Maluku, etc. Le tableau ci-dessous nous montre l'évolution démographique dans le district de la Tshangu.
| Communes   | Superficie en km² | Population en 1967 | Densité h/km² en 1967 | Population en 1984 | Population en 2004 | Densité au km² en 2004 | Nombre de quartiers |
| ---------- | ----------------- | ------------------ | --------------------- | ------------------ | ------------------ | ---------------------- | ------------------- |
| Ndjili     | 11,40             | 80 000             | 7017                  | 157010             | 442 138            | 38 784                 | 13                  |
| Kimbanseke | 237,78            | 64 440             | 271                   | 353209             | 946 372            | 3 980                  | 30                  |
| Masina     | 69,73             | 18 700             | 268,2                 | 158080             | 485 167            | 6 957                  | 21                  |
| Nsele      | 898,79            | -                  | -                     | 28963              | 140 929            | 28963                  | 16                  |
| Maluku     | 7 948,80          | -                  | -                     | 52676              | 67 450             | 179 648                | 19                  |

#### District de Lukunga
C'est un district facilement accessible, en dehors de quelques quartiers de la commune de Ngaliema. Il se situe au centre de la ville de Kinshasa, mais est aux prises avec des problèmes d'assainissement des eaux pluviales dans plusieurs de ses quartiers. L'infrastructure la plus importante dont a bénéficié le district de Lukunga durant la dernière décennie, avant 2010, est la construction du boulevard Triomphal, à la frontière entre les communes de Kinshasa et de Kasa-Vubu. Le tableau ci-dessous donne les détails de l'évolution démographique pour le district de Lukunga.
| Communes | Superficie en km² | Population en 1967 | Densité en km² en 1967 | Population en 1984 | Population en 2004 | Densité au km² en 2004 | Nombre de quartiers |
| -------- | ----------------- | ------------------ | ---------------------- | ------------------ | ------------------ | ---------------------- | ------------------- |
| Kintambo | 2,72              | 29 890             | 10 989                 | 106 772            | 49 297             | 39 254                 | 8                   |
| Lingwala | 2,88              | 37 240             | 12 930                 | 94 635             | 49 173             | 32 859                 | 9                   |
| Kinshasa | 2,87              | 56 640             | 19 735                 | 164 857            | 74 708             | 57 441                 | 7                   |
| Barumbu  | 4,72              | 44 900             | 9 512                  | 150 319            | 69 147             | 31 847                 | 9                   |
| Gombe    | 29,33             | 17 890             | 610                    | 32 373             | 17 360             | 1 103                  | 10                  |
| Ngaliema | 244,30            | 30 640             | 125                    | 683 135            | 252,151            | 2 796                  | 21                  |

#### District de la Funa
Il regroupe sept communes. Les communes de Kalamu, Kasa-Vubu, Ngiri-Ngiri et Bandalungwa sont centrales et très denses, les autres (Bumbu, Makala et Selembao) sont presque enclavées, car desservie principalement par la seule avenue du 24 novembre qui connaît de temps en temps des problèmes de délabrement. Voici l'évolution démographique dans ce district jusqu'en 2004 :
| Communes    | Superficie en km² | Population en 1967 | Densité en km² en 1967 | Population en 1984 | Population en 2004 | Densité au km² en 2004 | Nombre de quartiers |
| ----------- | ----------------- | ------------------ | ---------------------- | ------------------ | ------------------ | ---------------------- | ------------------- |
| Kalamu      | 6,64              | 78 310             | 11 793                 | 160 719            | 315 342            | 47 491                 | 18                  |
| Kasa-Vubu   | 5,04              | 56 540             | 11 218                 | 74 888             | 157 320            | 31 214                 | 7                   |
| Ngiri-Ngiri | 3,40              | 50 930             | 14 979                 | 82 303             | 174 843            | 51 424                 | 8                   |
| Bandalungwa | 6,82              | 45 220             | 6 630                  | 97 214             | 202 341            | 29 668                 | 7                   |
| Bumbu       | 5,50              | 37 560             | 6 829                  | 113 968            | 329 234            | 59 860                 | 13                  |
| Makala      | 5,60              | 37 200             | 6 643                  | 108 939            | 253 844            | 45 329                 | 14                  |
| Selembao    | 23,18             | 55 150             | 2 379                  | 126 589            | 335 581            | 14 477                 | 18                  |

#### District de Mont-Amba
Il comprend six communes, dont Mont Ngafula qui est la plus grande commune du district. En 2004, le district de Mont-Amba regroupait 1 822 130 habitants sur 475 km2, soit une densité de 3 836 habitants au km2. Le tableau ci-dessous donne les détails sur l'évolution démographique jusqu'en 2004.
| Communes     | Superficie en km² | Population en 1967 | Densité en km² en 1967 | Population en 1984 | Population en 2004 | Densité au km² en 2004 | Nombre de quartiers |
| ------------ | ----------------- | ------------------ | ---------------------- | ------------------ | ------------------ | ---------------------- | ------------------- |
| Mont-Ngafula | 358,92            | 2 040 (partiel)    | 5,7                    | 52 820             | 261 004            | 727                    | 16                  |
| Lemba        | 23,70             | 37 480             | 1581                   | 159775             | 349 838            | 14 761                 | 15                  |
| Kisenso      | 16,60             | 26 320             | 1 586                  | 117 774            | 386 151            | 17                     |                     |
| Limete       | 67,70             | 28 270             | 418                    | 128 197            | 375 726            | 5 549                  | 14                  |
| Matete       | 4,88              | 42 220             | 8 665                  | 104902             | 268 781            | 55 078                 | 13                  |
| Ngaba        | 4,0               | 17 810             | 4 453                  | 74 447             | 180 650            | 45 162                 | 6                   |

## Administration
Les services publics de la ville de Kinshasa sont placés sous l'autorité du Gouverneur de la ville (Actuellement par Mr. Daniel Bumba), assisté du ministre provincial dont le domaine est concerné. Ces services n'ont pas de personnalité juridique et ils sont dotés d'un organe de contrôle et de suivi qu'on appelle conseil de surveillance et d'un organe exécutif autrement dit comité de gestion. Ces services sont les suivants :NOTARIAT, RETRANSKIN, RIMMOKIN, DGRK, RATPK ET RCPK[réf. nécessaire].

### Représentations étrangères
En 2024, soixante-neuf pays sont représentés à Kinshasa, par cinquante-sept ambassades, deux consulats généraux, neuf consulats et une représentation.

### Hôpitaux
Il y a plusieurs hôpitaux à Kinshasa, par exemple l'Hôpital du Cinquantenaire : établissement hospitalier inauguré le 22 mars 2014 en présence du président Joseph Kabila,

### Gouverneurs de 1978 a 2004
- Kisombe Kiaku Mwisi (1980-1981);
- Sakombi Ekope (1981-1983);
- Kabaydi Wa Kabayidi (1983-1985);
- Tshimbombo Mukuna (1985-1986);
- Nzuzi wa Mbombo (1986-1986);
- Konde Vila Kikanda (1987-1989);
- Gabriel Amela Lokima Bahati (1989-1990);
- Moleka Nzulama (1990);
- Fundu Kota (1991-1992);
- Kibabu Madiata Nzau (1992);
- Mungul Diaka Bernardin (1992-1996);
- Mujinga Swana (janvier - février 1996);
- Nkoy Mafuta (août 1996 - mai 1997);
- Général Amela Lokima Bahati (avril - mai 1997);
- Prof. Théophile Mbemba Fundu (1997-2001);
- Christophe Muzungu (février - septembre 2002);
- Prof. Loka Ne Kongo (septembre 2001 - juin 2001);
- David Nku Imbié (juin 2002 - mai 2004);
- Jean Kimbunda (16 mai 2004 - 15 novembre 2005);
- Kimbembe Mazunga (15 novembre 2005 - 16 octobre 2006);
- Baudouin Liwanga (16 octobre 2006 - 16 mars 2007);
- André Kimbuta Yango (16 mars 2007 - 2019);
- Bafiba Clément (janvier 2019 - mai 2019);
- Gentiny Ngobila Mbaka (mai 2019-avril 2024);
- Daniel Bumba (avril 2024- en fonction)[45].

### Bourgmestres des Communes (2022)
- Bandalungwa – Bourgmestre : Ndofula Alphonse.
- Barumbu – Bourgmestre : Lomami Christophe.
- Bumbu – Bourgmestre : Mukwano Marie.
- Kalamu – Bourgmestre : Charly Makopo Luboya.
- Kasa-Vubu - Bourgmestre : Masombo Mpoy.
- Gombe – Bourgmestre : Manzambi Nzola Léopold.
- Kimbanseke – Bourgmestre : Makofi Picasso.
- Kinshasa - Bourgmestre : Mbalibi Bienvenu.
- Kintambo – Bourgmestre Kilala Pépitho.
- Lemba – Bourgmestre : Poba Mayimona Jean Serge.
- Limete – Bourgmestre : Alamba Feza.
- Lingwala – Bourgmestre : Mushiga Nzindula Norbert.
- Makala – Bourgmestre : Vongi Matomina Baudouin.
- Maluku – Bourgmestre : Mampa Mundondi Alexis.
- Masina – Bourgmestre : Tshiku Katumba Joseph.
- Matete – Bourgmestre : Mukumbi Mukawa Jules,
- Mont-Ngafula – Bourgmestre : Lumbu Malamba Séverin,
- Ngaba – Bourgmestre : Loyinga Aimé Francis
- Ngaliema – Bourgmestre : Mayibazilwanga Dieu Merci
- Ngiri-Ngiri – Bourgmestre : Mwamba Tshinanduku Edouard
- Nsele – Bourgmestre Mbo Nzalamesu Franck
- Selembao – Bourgmestre : Womumu Nani Matthias
- Kisenso – Bourgmestre : Asiwel Godet
- N’Djili – Bourgmestre : Mbumba Ngaliema Papy.

## Architecture

La tour de l'Échangeur sur la place de la Reconstruction.
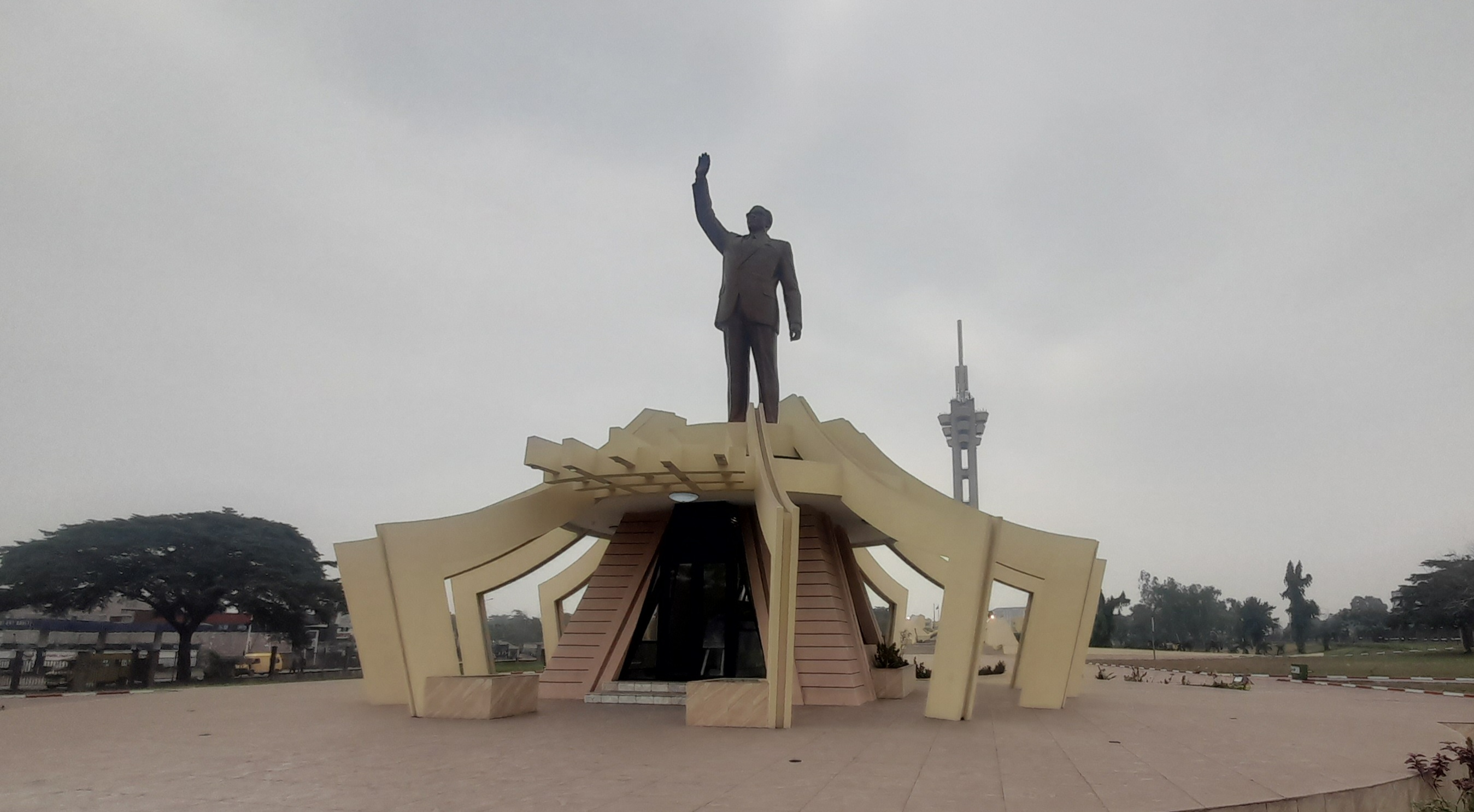
Mausolée de Patrice Lumumba avec en arrière-plan la tour de l'Échangeur.
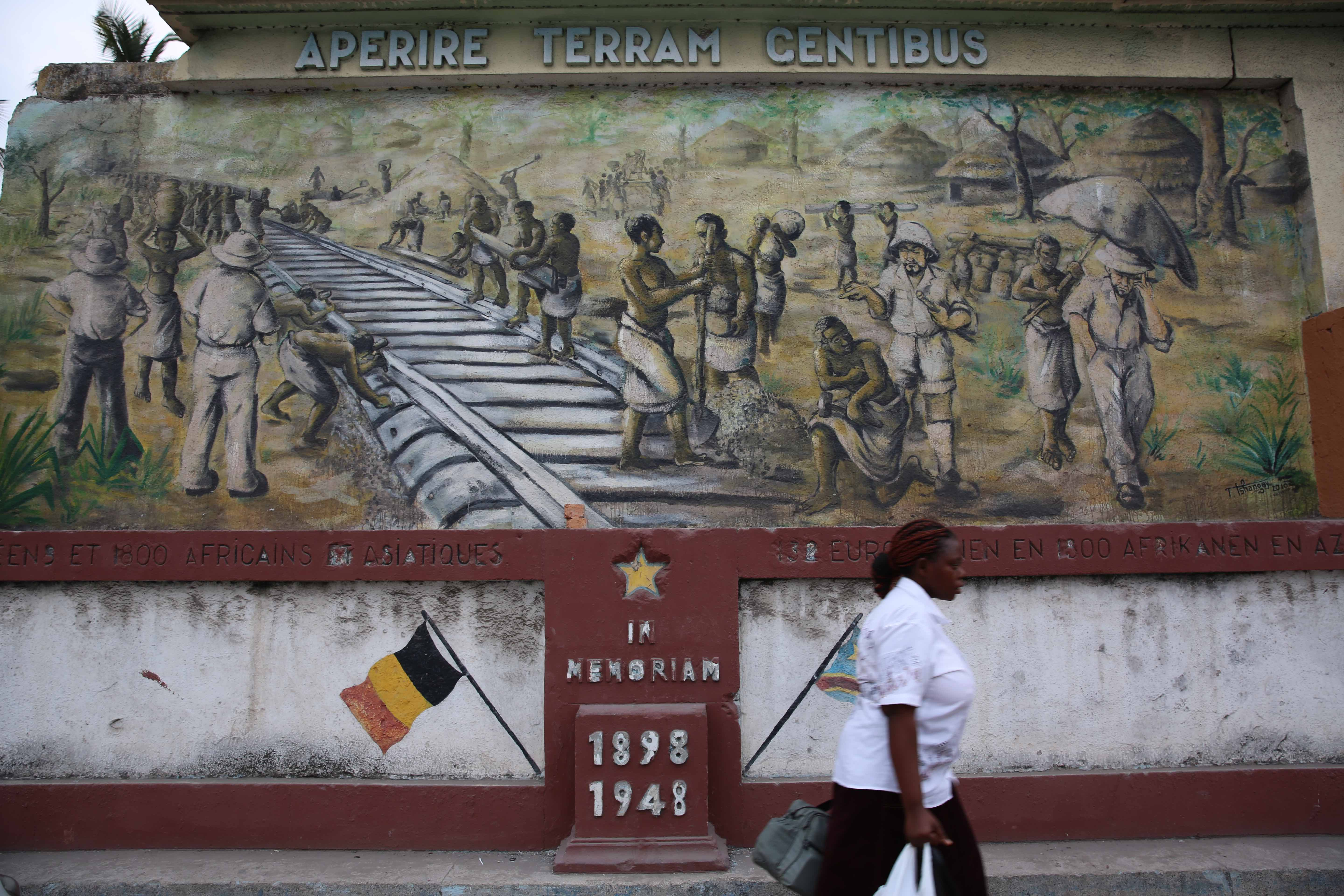
Fresque commémorative près de la gare de l'Est.
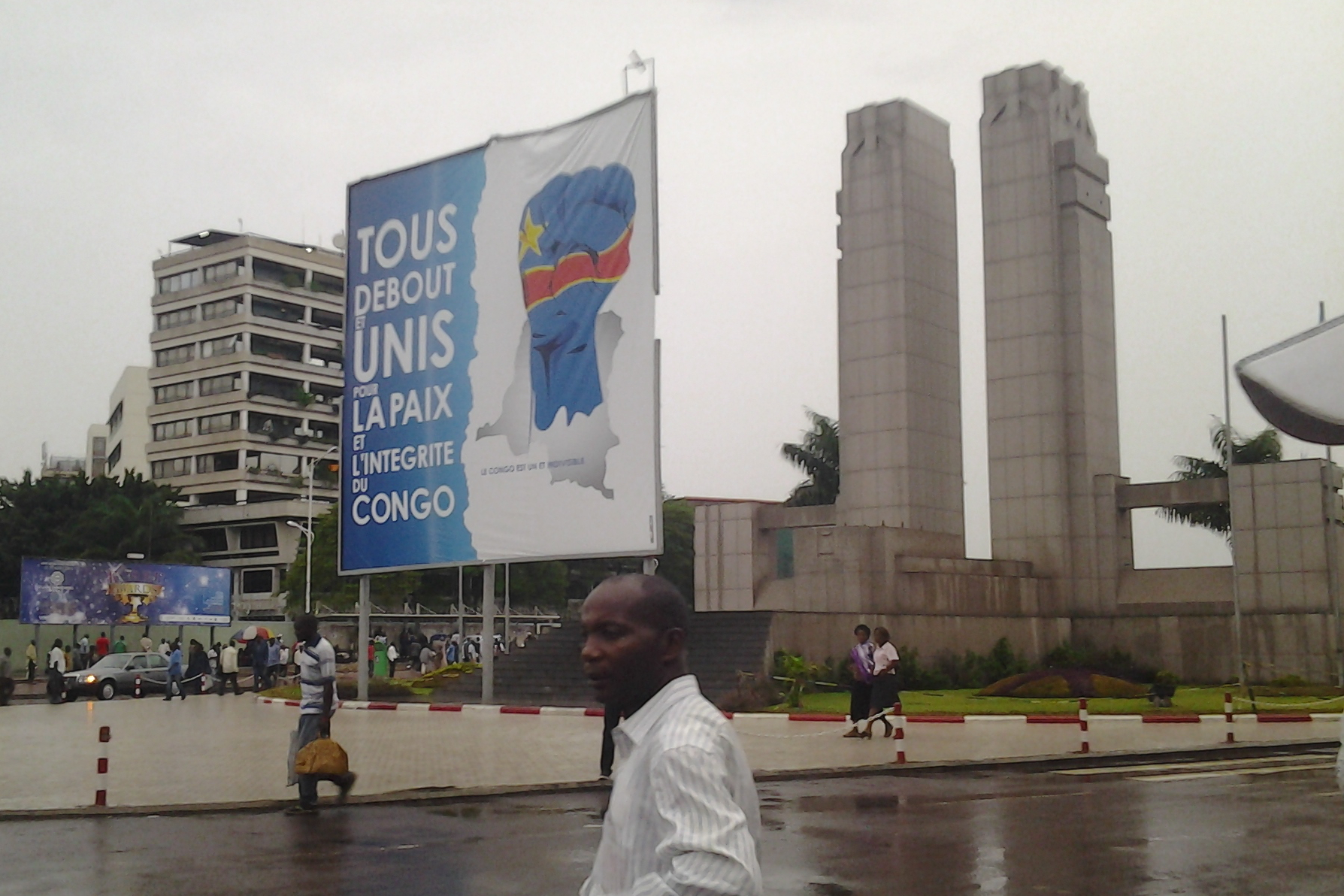
La place de la Gare avec l'ancien monument au roi Albert Ier.
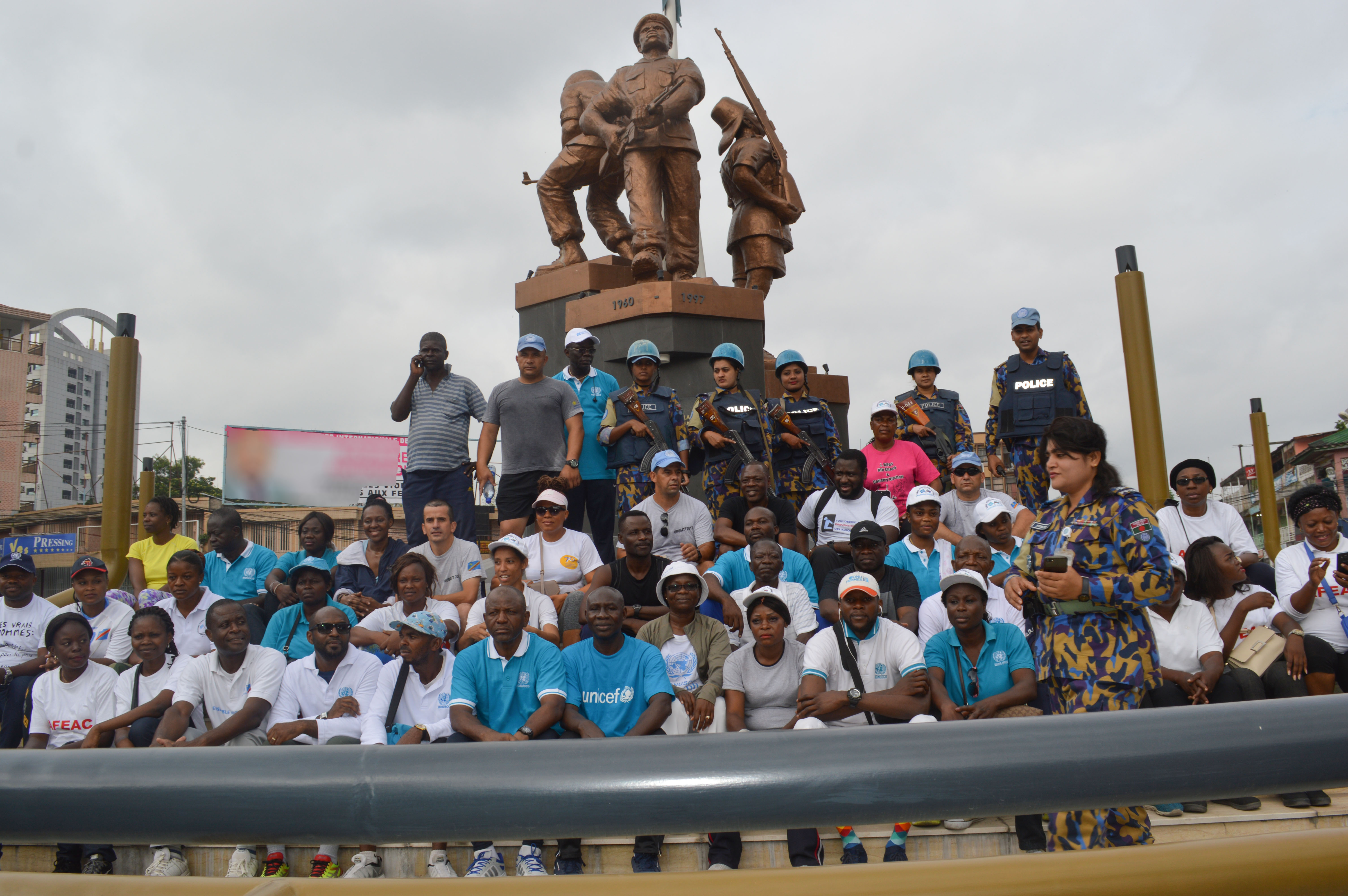
Le mémorial aux Soldats congolais.
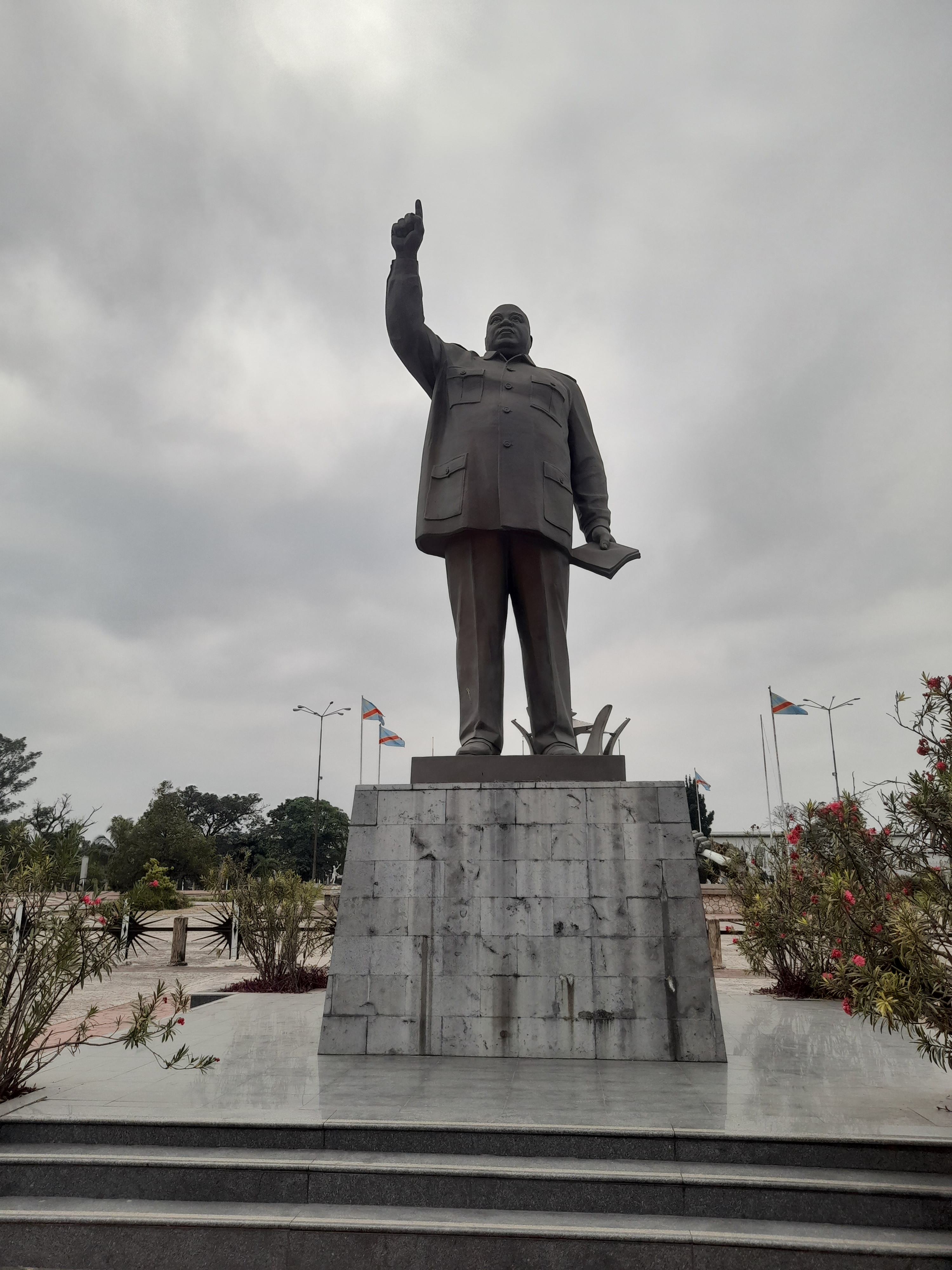
La statue de Laurent-Désiré Kabila devant son mausolée.

Parmi les bâtiments d'une hauteur supérieure à cinquante mètres, on trouve dans la commune de la Gombe le Gécamines Commercial Building (ou Building Sozacom), 98 m ; l'Hôtel Memling ; la tour BCDC (voir Banque commerciale du Congo), qui mesure 74,6 m) ; la tour Regideso, (58,2 m) ; l'immeuble du ministère des transports SONATRAS ; l'Hôtel du Fleuve, qui mesure 98 m environ.
Dans la commune de Lingwala, on trouve le bâtiment de la RTNC (Radio nationale), qui mesure 98 m.
La ville abrite la tour de l'Échangeur de Limete, la plus haute de la ville. Construite entre 1970 et 1974, cette tour inachevée mesure 210 mètres de haut.

## Éducation
L'éducation est basée sur le système belge : trois ans de maternelle, six ans de primaire (pour les enfants de six à douze ans), six ans de secondaire (pour les adolescents de douze à dix-huit ans). Ensuite, les jeunes adultes entament un graduat de trois ans. Au terme de ce graduat et après un travail de fin de cycle, le TFC, ils reçoivent le titre de « gradués ». Ils peuvent soit s'en tenir là, soit faire une licence, en deux ans. Après ces deux ans et la défense d'un mémoire, ils reçoivent le titre de « licenciés ». Pour les plus brillants, il est possible de faire un troisième cycle appelé « doctorat ».
Chaque année, les parents ou l'étudiant lui-même paient un minerval. Ce minerval varie considérablement d'une école à une autre. Pour les primaires et les secondaires, les prix varient entre 100 dollars américains pour une école de banlieue et 20 000 dollars par an, à l'école américaine (TASOK). Toutes les autres écoles ont des prix intermédiaires. À titre d'exemple, le collège Boboto, demande 500 dollars par an ; le Lycée Prince de Liège, aussi connu sous le nom de « École belge », qui est une école internationale à programme belge, demande approximativement 3 000 dollars pour les primaires et 5 000 dollars pour les secondaires. Le minerval des universités congolaises fluctue entre 270 dollars et 900 dollars, selon les établissements.
La qualité de l'enseignement varie très fort d'une école à une autre. Le niveau a tendance à être plus élevé dans les établissements internationaux, qui comptent une majorité de professeurs ayant une expérience internationale. En ce qui concerne les universités, le niveau est regrettablement en perte de régime. Cela dit, la ville compte un grand nombre d'écoles supérieures et d'universités.

### Enseignement supérieur

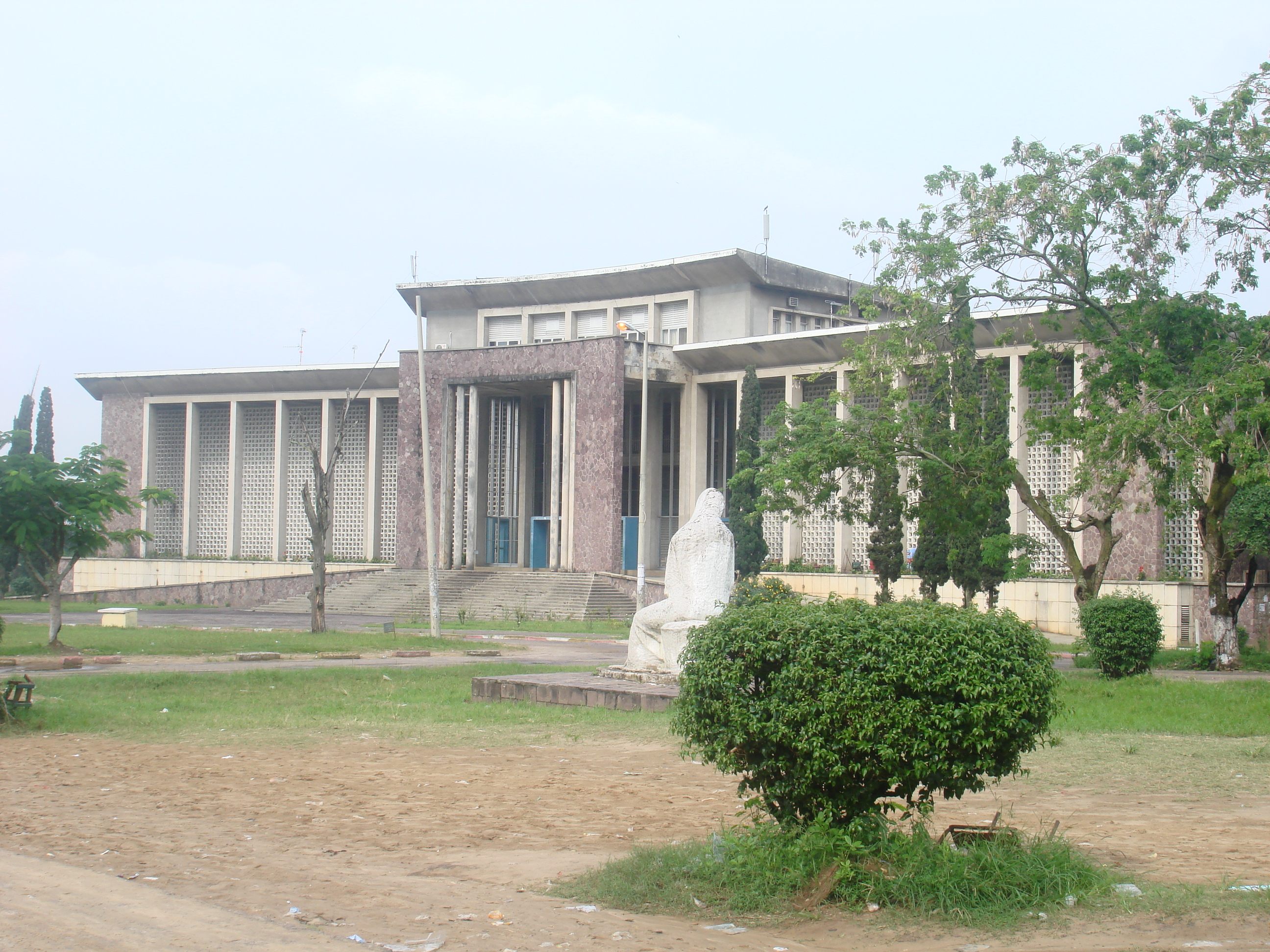
Rectorat de l'université de Kinshasa.

Parmi les écoles supérieures, on peut citer l'Académie des beaux-arts (ABA/Kinshasa), l'Institut supérieur de commerce (ISC), l'Institut Supérieur de Techniques Appliquées (ISTA/N'dolo) et l'Institut supérieur pédagogique (ISP/Gombe), Institut Superieur de Statistiques (ISS), à titre d'exemples.
Parmi les universités, on peut citer l'université de Kinshasa, qui est la plus connue, l'université pédagogique nationale (UPN), l'université catholique du Congo (UCC), ou encore l'université protestante au Congo (UPC).

## Culture
Il y a beaucoup d'artistes à Kinshasa. La peinture et la sculpture y sont très vivantes, l'Académie des beaux-arts, le Marché des valeurs sont les lieux privilégiés de l'expression de l'art. Les sapeurs sont aussi très présents. La danse est très appréciée dans la ville. Parmi les styles de danse les plus appréciés, il y a la rumba, les nombreuses danses traditionnelles (propres à chaque tribu), et quelques autres. Par exemple, Faustin Linyekula a créé en 2001 les Studios Kabako, un lieu de création et de représentation de danse contemporaine.
La ville n'est pas non plus en manque de chanteurs et de musiciens. On peut citer par exemple Papa Wemba, Lokua Kanza, Koffi Olomidé, Ferre Gola ou Fally Ipupa, Mike Kalambay, Dena Muana, Céline Banza, et bien d'autres pour les chanteurs ; l'Orchestre symphonique kimbanguiste, premier orchestre noir de musique classique en Afrique centrale, fondé en 1994 par Armand Diangienda, pour les musiciens.

### Musées
À Kinshasa se trouvent le Musée national de la république démocratique du Congo, le Musée national de Kinshasa, le Musée de la préhistoire et le Palais de Marbre. Il y a aussi plusieurs galeries d'art ainsi qu'une école, l'Académie des Beaux-arts de Kinshasa, qui proposent des expositions temporaires de qualité.

## Parcs
La ville de Kinshasa n'est pas très riche en parcs. Il en existe une demi-douzaine, et ces parcs sont en général payants : le jardin zoologique de Kinshasa, le parc animalier de la N'Sele, le golf de Kinshasa, le jardin botanique de Kinshasa, les Symphonies naturelles, le Mont Mangengenge, etc. On pourrait considérer que le Chemin de la Raquette, que l'on appelle « Avenue des Nations Unies », est un parc, puisque c'est une rue piétonne avec des espaces verts où il y a des bancs pour s'asseoir et une vue exceptionnelle sur le fleuve Congo. C'est le seul lieu sans droit d'entrée.

## Religions

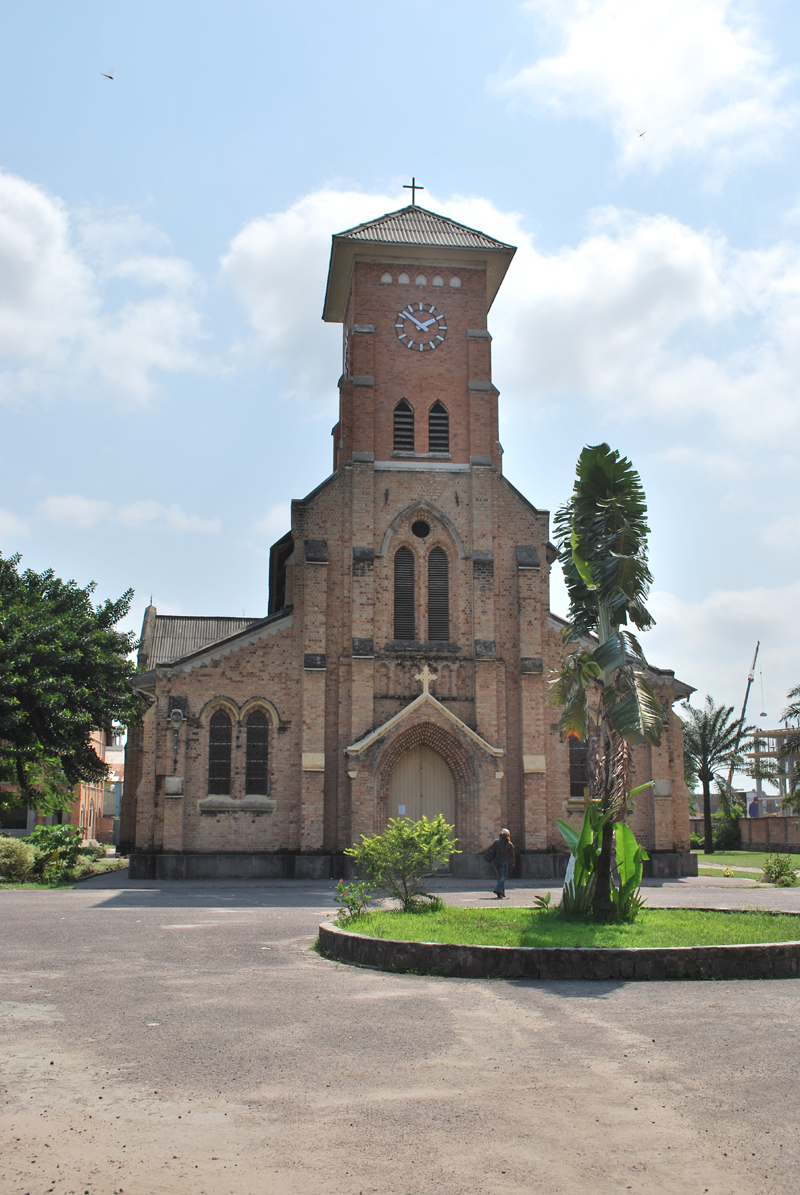
Église Sainte-Anne de Kinshasa (Église catholique en république démocratique du Congo)
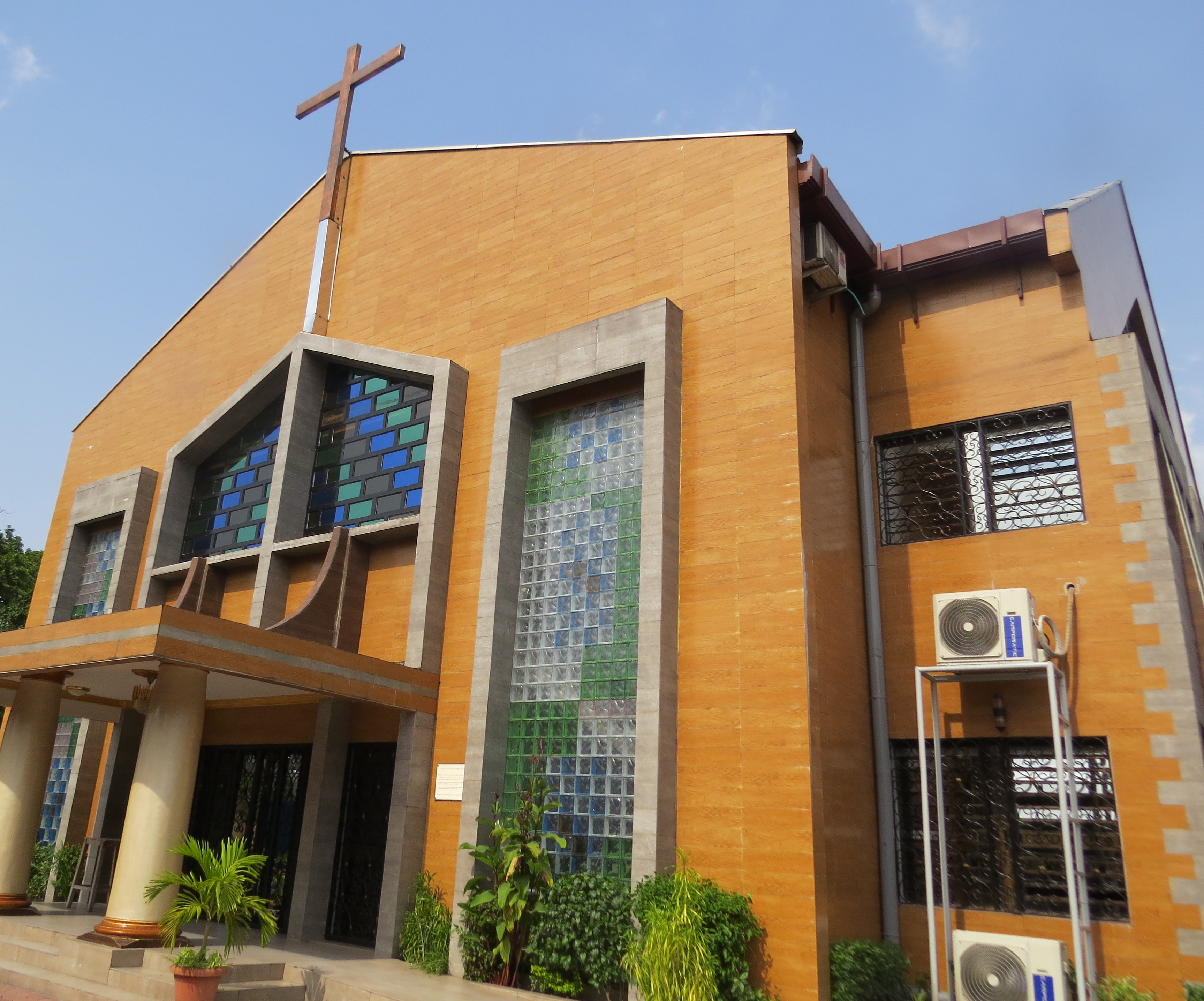
Église Francophone CBCO Kintambo (Communauté baptiste du Congo)

Parmi les lieux de culte, il y a principalement des églises et des temples chrétiens.
Environ la moitié de la population est catholique.
Une Archidiocèse de Kinshasa existe. En 2023, plus d'un million de personnes étaient réunies pour une messe géante du pape François. Kinshasa a une minorité protestante connue: Église kimbanguiste, Communauté baptiste du Congo (Alliance baptiste mondiale), Communauté baptiste du Fleuve Congo (Alliance baptiste mondiale), Assemblées de Dieu, Province de l'Église anglicane du Congo (Communion anglicane), Communauté Presbytérienne au Congo (Communion mondiale d'Églises réformées). La cathédrale du Centenaire protestant est une cathédrale de l’Église du Christ au Congo.
Il y a aussi des mosquées musulmanes et des Témoins de Jéhovah.

## Transport

### Autoroutes
La route Transafricaine 3 Tripoli (Libye)-Le Cap (Afrique du Sud) passe par Kinshasa.

### Autobus
La Société de transports du Congo (Transco), inaugurée depuis le 30 juin 2013 après la dissolution de la STUC.
Léopoldville fut la deuxième ville de monde à bénéficier, à la fin des années 1950, d'un service de gyrobus.

### Taxibus et privés

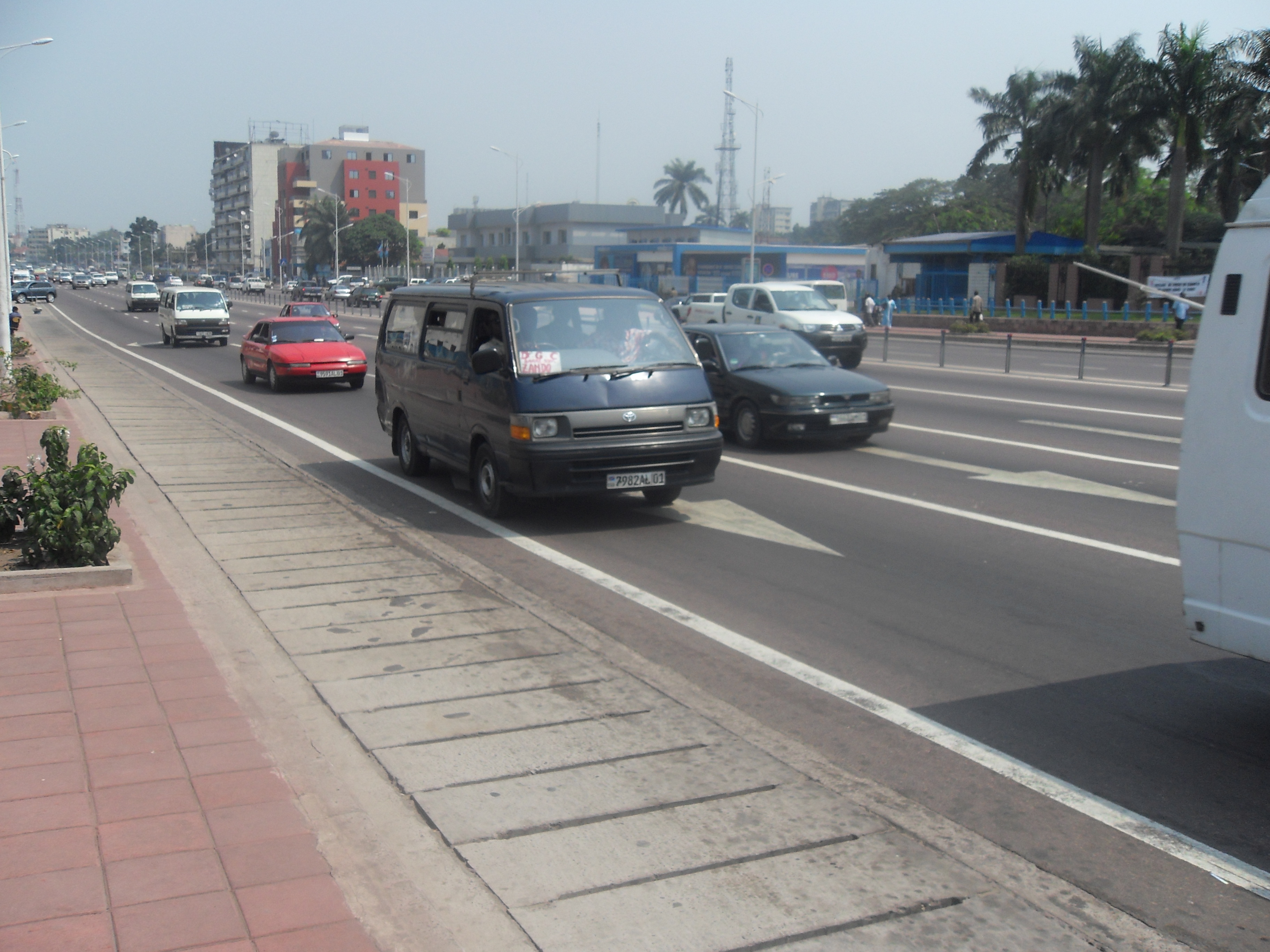
Taxis-bus de transport.

D'autres sociétés assurent aussi les transports en commun, Urbaco, Tshatu Trans, Socogetra, Gesac et MB Sprl. Les bus de la ville transportent un maximum de 67 000 voyageurs par jour. Plusieurs sociétés gèrent des taxis et taxi-bus. La majorité (95,8 %) du transport est assuré par des particuliers.

### Aéroports
Il existe deux aéroports desservant la ville, l'aéroport international de Ndjili, le principal, surtout utilisé pour les vols internationaux, et l'aéroport de Ndolo, situé en plein centre-ville, utilisé uniquement pour les vols intérieurs.

### Rail
La ville envisageait la création d'un tramway en collaboration avec la Société des transports intercommunaux de Bruxelles (STIB), dont les travaux devaient débuter en 2009 pour s'achever vers 2012-2015, la question de l'électricité restant en suspens. Mais en 2017, la possibilité d'un tramway à Kinshasa reste seulement à l'état de simple projet, sans qu’il y ait encore de décision officielle pour le concrétiser.
L'ONATRA exploite trois lignes de chemins de fer urbains reliant le centre aux communes périphériques, dont une va au Bas-Congo.

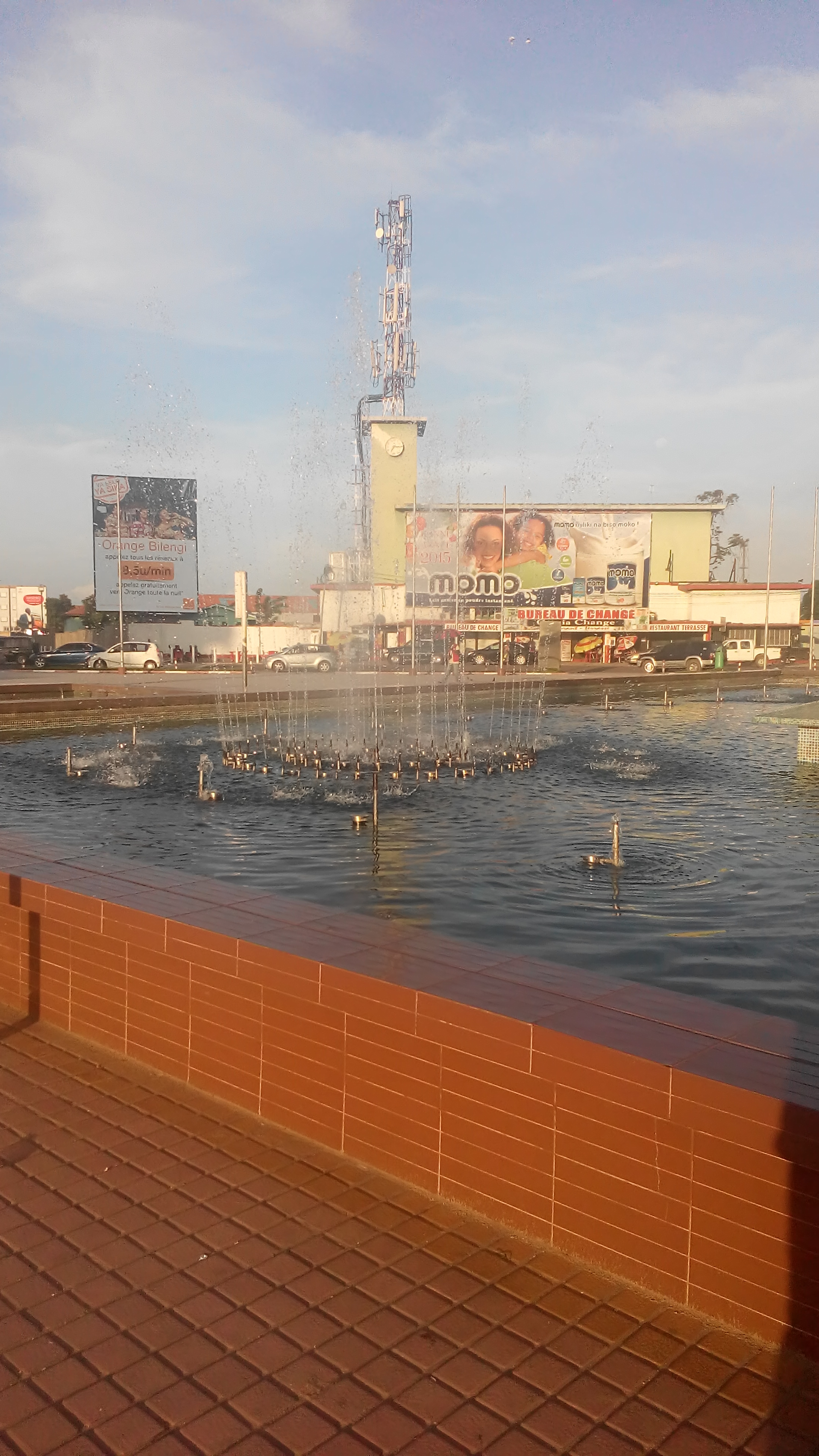
Place de la gare.

La ligne principale relie la Gare de l'Est à l'aéroport de Ndjili, et compte neuf stations : Gare de l'Est, Ndolo, Amicongo, Uzam, Masina/Petro-Congo, Masina sans fil, Masina/Mapela, Masina/Quartier III, Masina/Siforco, Camp Badara et l’aéroport de Ndjili. La deuxième ligne relie la Gare de l'Est à Kasangulu dans le Bas-Congo, en passant par Matete, Riflart et Kimwenza.

### Port de Kinshasa
Organisé administrativement en Département au sein de l'Office national des Transports (ONATRA), le Port de Kinshasa est le point de départ et le terminus de la navigation sur le fleuve Congo entre, d'une part, Kinshasa et Kisangani sur le fleuve, et d'autre part, entre Kinshasa et Ilebo sur le Kasaï.
Il est également au départ et à l'arrivée des marchandises à l'exportation et à l'importation depuis le port de Matadi qui accueille les navires de haute mer. À ce titre, il a souvent été considéré comme l'arrière-port du Port de Matadi.

## Langues
Les langues ayant un statut officiel sont : le lingala comme langue principale, le français, le swahili, parlé aussi dans l’Armée et dans la Police Nationale Congolaise, le tshiluba et le kikongo.
La population de Kinshasa venant de tous les coins du Congo, de plusieurs pays d'Afrique et du monde, plusieurs langues sont parlées dans la ville comme dans toute ville cosmopolite. Les langues les plus importantes reflètent la composition de la population.
Le français, langue officielle, est parlé par 92 % des Kinois en 2010. Outre le fait qu'elle est la langue utilisée dans la gestion administrative et l'enseignement (la plupart des écrits sont rédigés dans cette langue), le français l'est aussi pour certains échanges commerciaux. C'est aussi la langue principale de certains médias.
Avec la prise de pouvoir du maréchal Mobutu, en 1965 le lingala devient la langue régionale enseignée au côté du français. Il reste la langue principale de la ville. C'est la langue de la culture populaire, de la musique, des églises, du théâtre populaire, de l'armée et de la police nationale. Le lingala, déjà langue véhiculaire au Nord du pays (province de l'Équateur, etc.) avant et durant la période coloniale, a remplacé le kikongo ya leta comme langue nationale à Kinshasa. La majorité des enfants parlent le lingala, qui supplante dès lors la ou les langues de leurs parents. Des musiciens kinois hors de la RDC tels quels Papa Wemba, Koffi Olomidé, JB Mpiana et Werrason utilisent le lingala. Le lingala de Kinshasa est un dialecte. L'argot des jeunes de Kinshasa est une autre forme du lingala. Le lingala classique est la variété utilisée dans plusieurs institutions de l’éducation et d’informations tant au niveau national qu’au niveau régional. Le linbgala est le résultat des soldats étrangers (Haoussas, Zanzibarites et Européens) qui vivaient au milieu des autochtones, dans des camps militaires de Mankanza dans la Province de l’Equateur, près de la Ville de Mbandaka. En 1905, la nouvelle langue lingala était parlée vers 1905 par les Bangala. C’est une langue de multiples dialectes dans le XXIe siècle.
Le kikongo ya leta, le swahili et le tshiluba sont aussi parlés par leurs communautés respectivement originaires de l'Ouest, de l'Est, du Sud-Est, et du centre du pays,,. Le kikongo ya leta a été remplacé par le lingala de Kinshasa à cause de trois facteurs : les congrégations religieuses catholiques qui dispensent l’enseignement primaire en lingala, la musique congolaise utilisant le lingala et le retour de militaires qui reviennent des différents fronts de la Seconde Guerre Mondiale. Comme tous parlent lingala (qui est la langue officielle de d’armée), cela a amené les jeunes kinois à parler cette langue.

## Sports
La ville de Kinshasa possède plusieurs ligues de football. L’Entente provinciale de football de Kinshasa (EPFKIN) est la ligue de haut niveau, chaque saison six équipes sont reléguées et six autres sont promues avec l’Entente urbaine de football de Kinshasa (EUFKIN). Les équipes qui ont gagné le plus de fois au niveau provincial et national sont notamment : l‘AS Vita Club, le Daring Club Motema Pembe (DCMP) et l’AS Dragons (AS Bilima).
Sur le plan national, les deux équipes majeures « As Vita Club et DC Motema Pembe » ont remporté aussi des titres dans la Linafoot « ligue nationale de football » actuellement connue sous le nom de la Vodacom Super league, mais elles arrivent après le Tout Puissant Mazembe de Lubumbashi qui est l'équipe la plus titrée que ce soit du point de vue national qu'africain avec quatre coupes de league des champions d'Afrique, deux fois champion de super coupe d'Afrique et autres coupes des compétitions majeures.
En basketball, l’Entente provinciale de basketball de Kinshasa (EPROBAKIN) et l’Entente urbaine de basketball de Kinshasa (EUBAKIN) se partagent les équipes. La fameuse BC Onatra de Kinshasa fut la première équipe de Dikembe Mutombo. Il y a aussi le Basket club biso na biso, BC Kauka, Lupopo, Molokai, Mazembe, etc.
C'est la ville de naissance du gardien de l'équipe de France et de l'Olympique de Marseille, Steve Mandanda, ainsi que de plusieurs célébrités du monde du football telles que Claude Makélélé, Peguy Luyindula ou encore Dieumerci Mbokani. C'est également la ville d'origine (même s'il est né sur un bateau) de Rio Mavuba, joueur de football et capitaine du LOSC et du boxeur Doudou Ngumbu. À Kinshasa le football est le sport majeur, au moins trois quarts des garçons de moins de vingt ans pratiquent ce sport, au niveau des écoles, des avenues, des rues… Mais à part le football il y a aussi le basket qui monte en puissance (les adolescents préfèrent maintenant le basket). On peut compter aussi parmi les sports pratiqués en Kinshasa le rugby, MMA et le cyclisme.

## Personnalités liées à la ville
- Paul Mukendi (1977-), chef religieux évangélique
- Mama Kanzaku (1930-2009) : animatrice radio et télé congolaise.
- Général Eluki Monga Aundu (1941- 2022).
- Pauline Maata Nkumu wa Bowango Anganda Diono (1942-), femme politique congolaise.
- Alfred Liyolo (1943-2019), sculpteur congolais plus connu sous le nom de Maitre Liyolo
- Martin Fayulu (1956-), homme d'affaires congolais.
- Doctor Gabs (1960-2013), pianiste et chanteur de jazz, de swing et de boogie-woogie congolais, puis belge.
- Paul Balenza (1961-), chanteur musicien chrétien et homme politique de la République démocratique du Congo.
- Félix Tshisekedi (1963-), homme politique congolais.
- Léopold Mutombo Kalombo (1959-), conférencier, écrivain et ecclésiastique congolais.
- Ziad Doueiri (1963-), scénariste libanais
- Jeannine Mabunda Lioko (1964-), femme politique congolaise.
- Eugénie Agoyo Wayiko (1964-), femme politique de la République démocratique du Congo.
- Laurent Capelluto (1971-), acteur belge.
- Vincent Delannoy (1972-), journaliste, historien, philologue, auteur et essayiste belge.
- Claude Makélélé (1973-), footballeur français.
- Astrid Mamina (1975-), metteuse en scène congolaise née à Kinshasa.
- Fally Ipupa (1977-), auteur-compositeur, chanteur, danseur et guitariste congolais.
- Ferre Gola (1976-), auteur-compositeur, chanteur et danseur congolais considéré par plus d'un comme la vraie incarnation de héros de la rumba congolaise.
- Peguy Luyindula (1979-), footballeur international français.
- Youssoupha (1979-), rappeur français.
- Junior Bosila Banya (1981-), danseur de hip-hop, breakdancer.
- Laura Kutika (1982-), réalisatrice, scénariste et romancière
- Steve Mandanda (1985-), footballeur français.
- Mohombi (1986-), chanteur, compositeur congolais et suédois.
- Maître Gims (1986-), chanteur, rappeur et compositeur français d’origine congolaise.
- Jolie Ngemi (1989-), artiste congolaise (RDC).
- Gael Bussa (1993-), homme politique congolais.
- Stanis Bujakera Tshiamala (1990-), journaliste congolais.
- Pita Kalala (1991-), peintre et sculpteur congolais.
- Damso (1992-), rappeur, auteur et compositeur belge d’origine congolaise.
- Gosette Lubondo (1993-), photographe congolaise.
- Patrick Civava Mbasha (1984-), homme politique congolais et juriste.
- Debora Kayembe (1975-), avocate écossaise, d'origine congolaise.
- Henri Lopes (1937-2023), écrivain, homme politique et diplomate congolais (RC).
- Maître Decantor (1939-2013), grand maître et précurseur des sports japonais au Zaïre.
- Defao (1958-2021), chanteur de variétés africaines congolais (RDC).
- Guy Matondo Kingolo (1962-), homme politique congolais, ministre provincial des finances de la ville-province de Kinshasa de 2009 à 2019.
- Thérèse Olenga Kalonda, militante féministe et femme politique congolaise, ministre provincial puis députée jusqu'en janvier 2024
- Jolie Kenda, femme politique congolaise, députée représentante du district de Lukunga de 2012 à 2018.
- Dikembe Mutombo (1966-2024), joueur de basket-ball congolais.
- Jean-Marie Lukulasi Massamba (1968-), homme politique congolais.
- Marshall Dixon (1980-), rappeur congolais.
- Céline Tendobi (1974-) médecin congolaise.
- Morgane Sézalory (1985-) entrepreneuse française est née et a grandi à Kinshasa de 1985 à 1990.

## Jumelages
| Ville | Ville       | Pays | Pays                | Période     |
| ----- | ----------- | ---- | ------------------- | ----------- |
|       | Ankara      |      | Turquie             |             |
|       | Brazzaville |      | République du Congo | depuis 2015 |
|       | Bruxelles   |      | Belgique            |             |
|       | Dakar       |      | Sénégal             | depuis 2015 |
|       | Incheon     |      | Corée du Sud        | depuis 2007 |
|       | Téhéran     |      | Iran                |             |
|       | Utrecht     |      | Pays-Bas            |             |

## Dans la culture populaire
- Une partie du jeu Tom Clancy's Splinter Cell: Double Agent se déroule à Kinshasa[réf. nécessaire].

## Galerie

Mbudi à Kinshasa
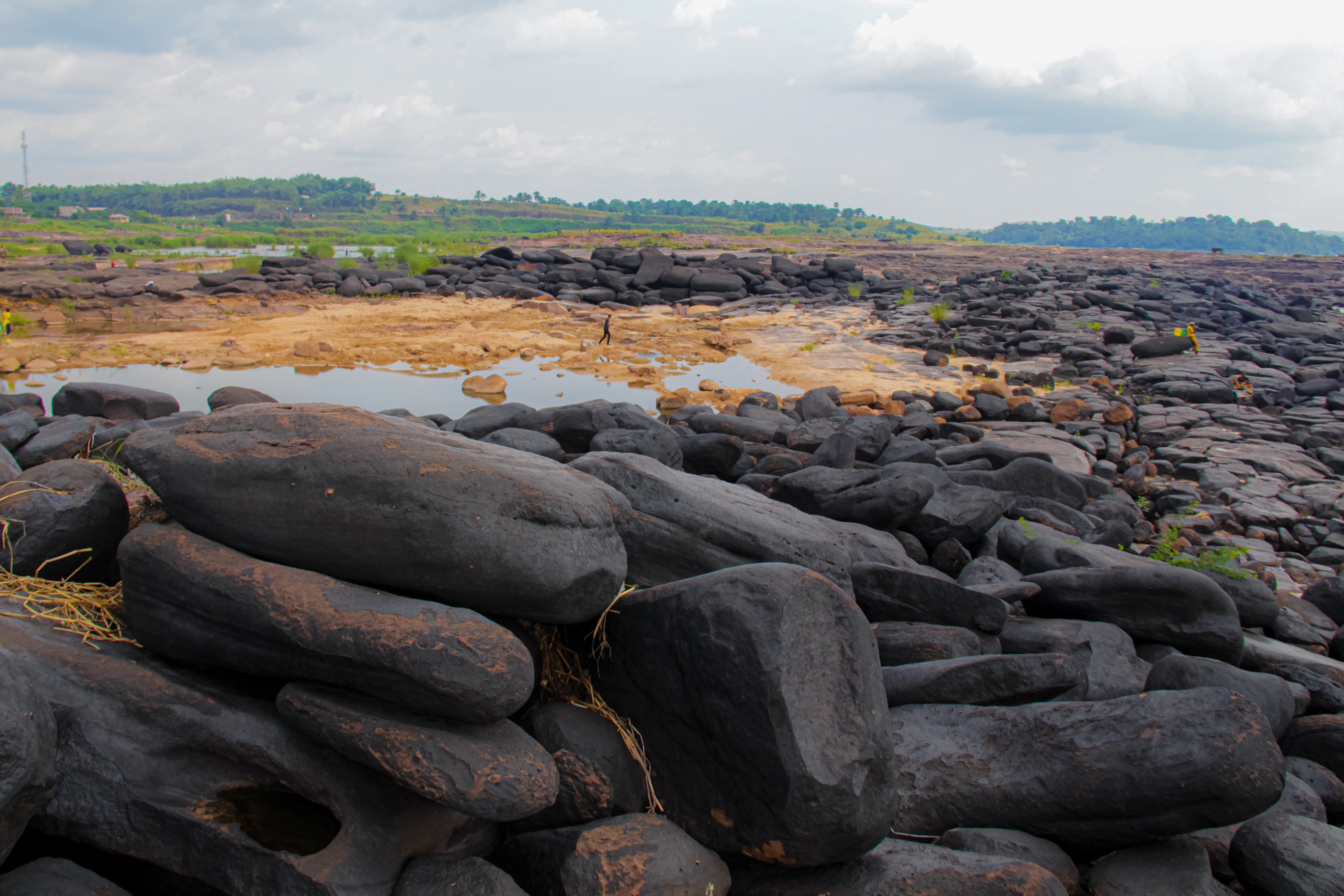
Cité Mbudi à kinshasa/Mont-Ngafula
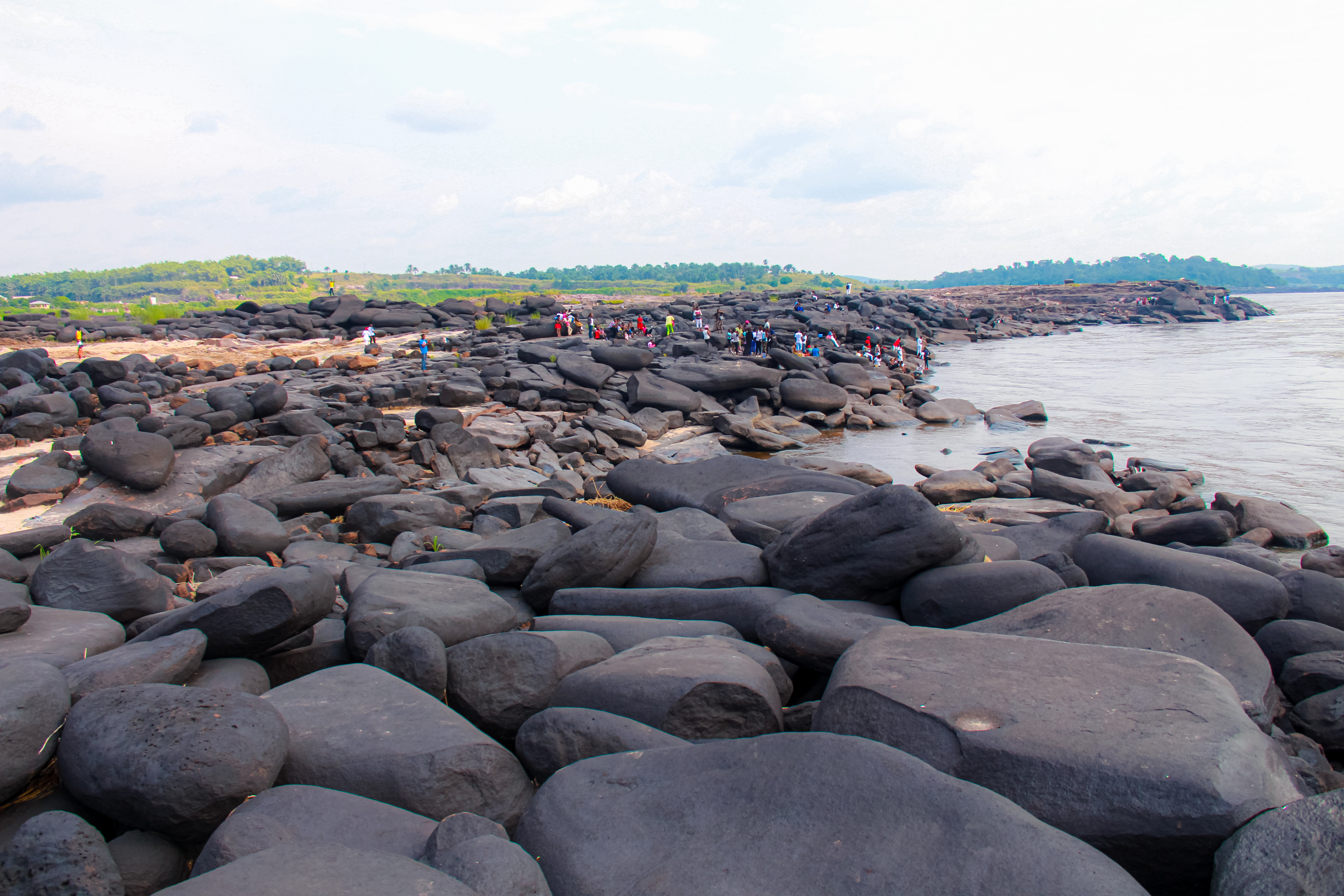
Cité Mbudi à kinshasa/Mont-Ngafula au bord du fleuve congo
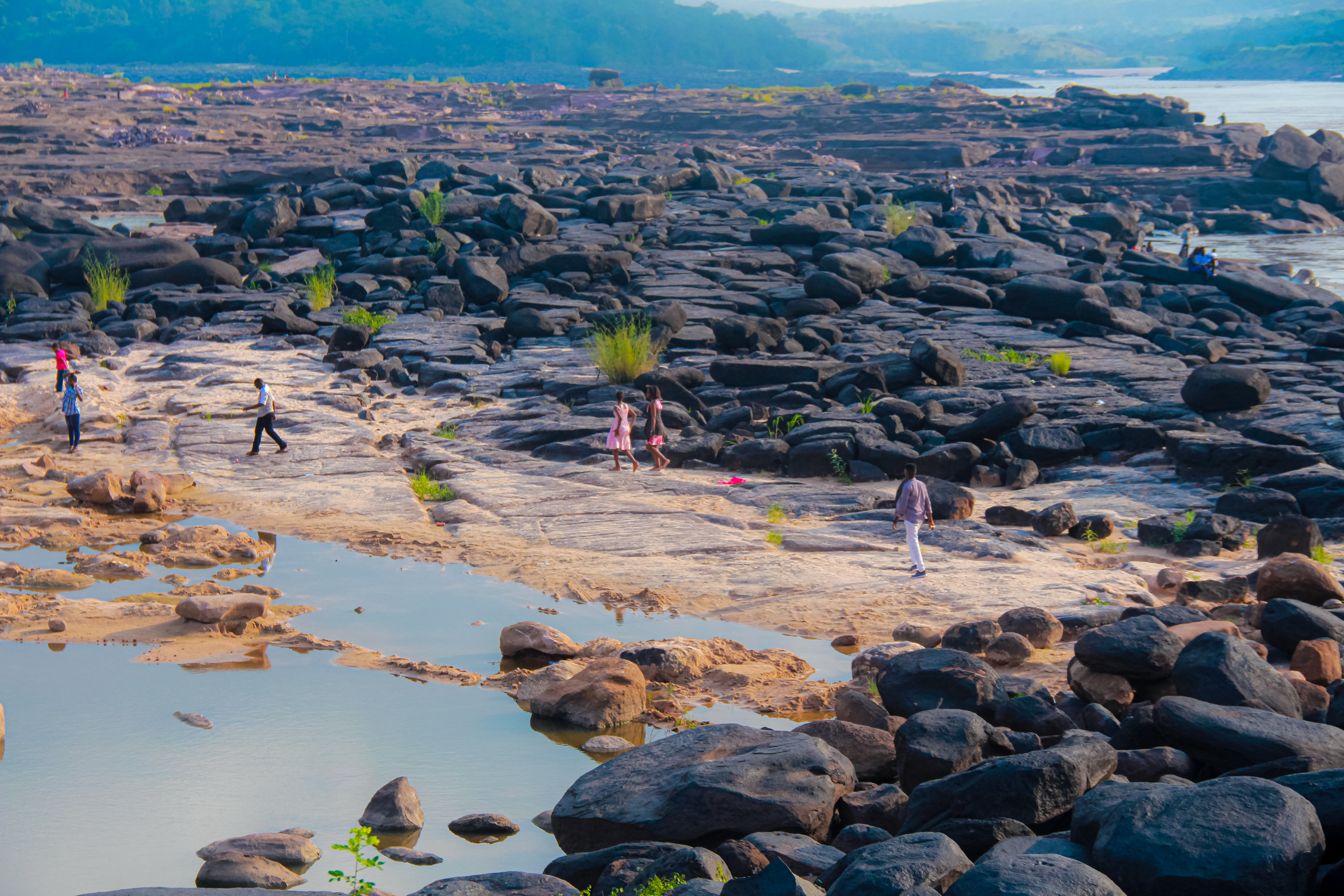
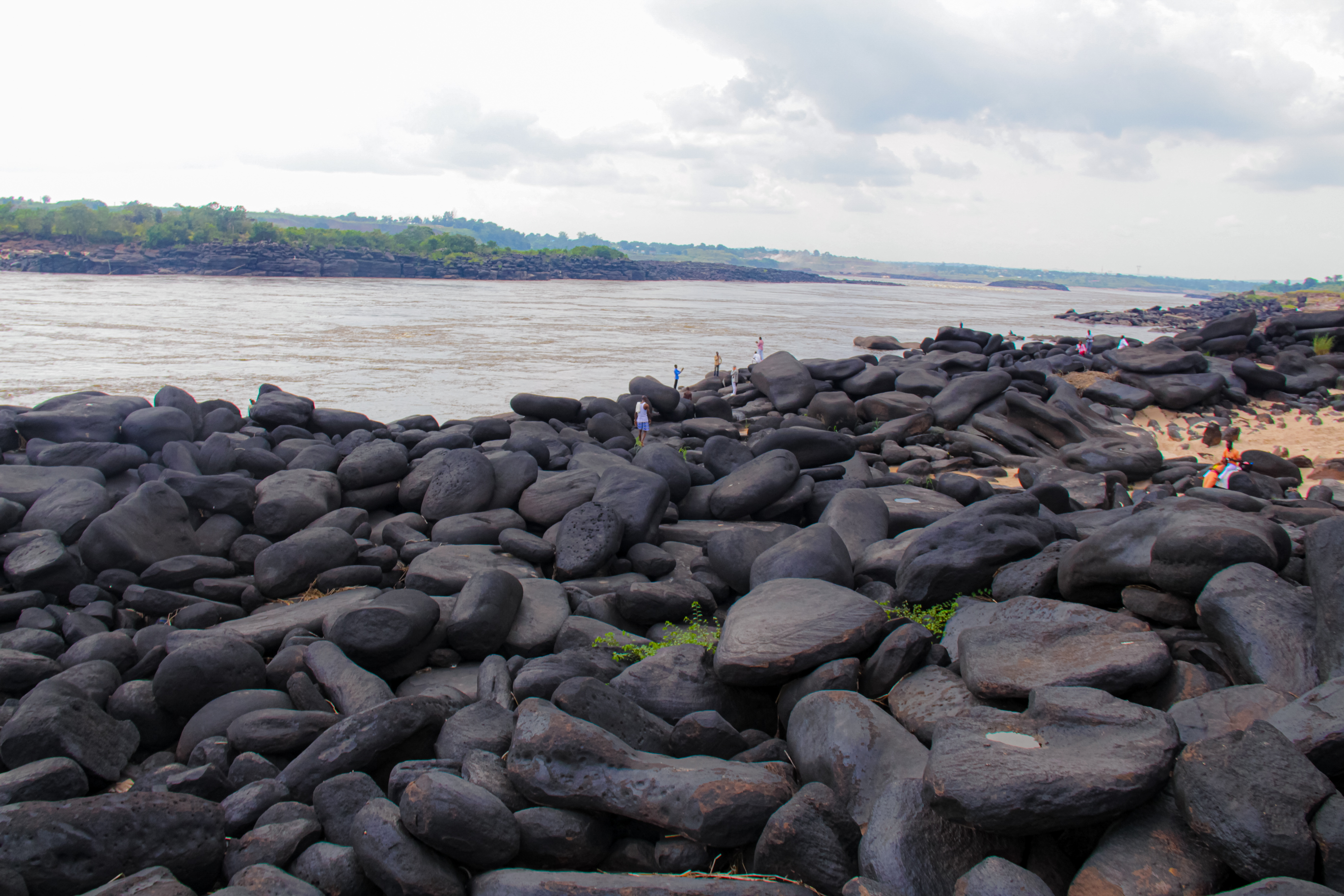

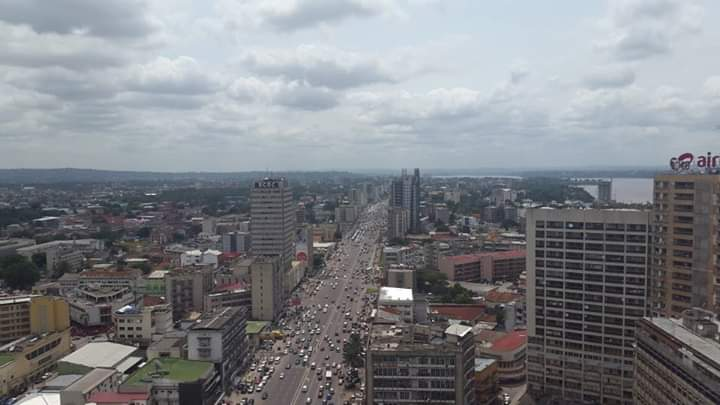
Kinshasa.
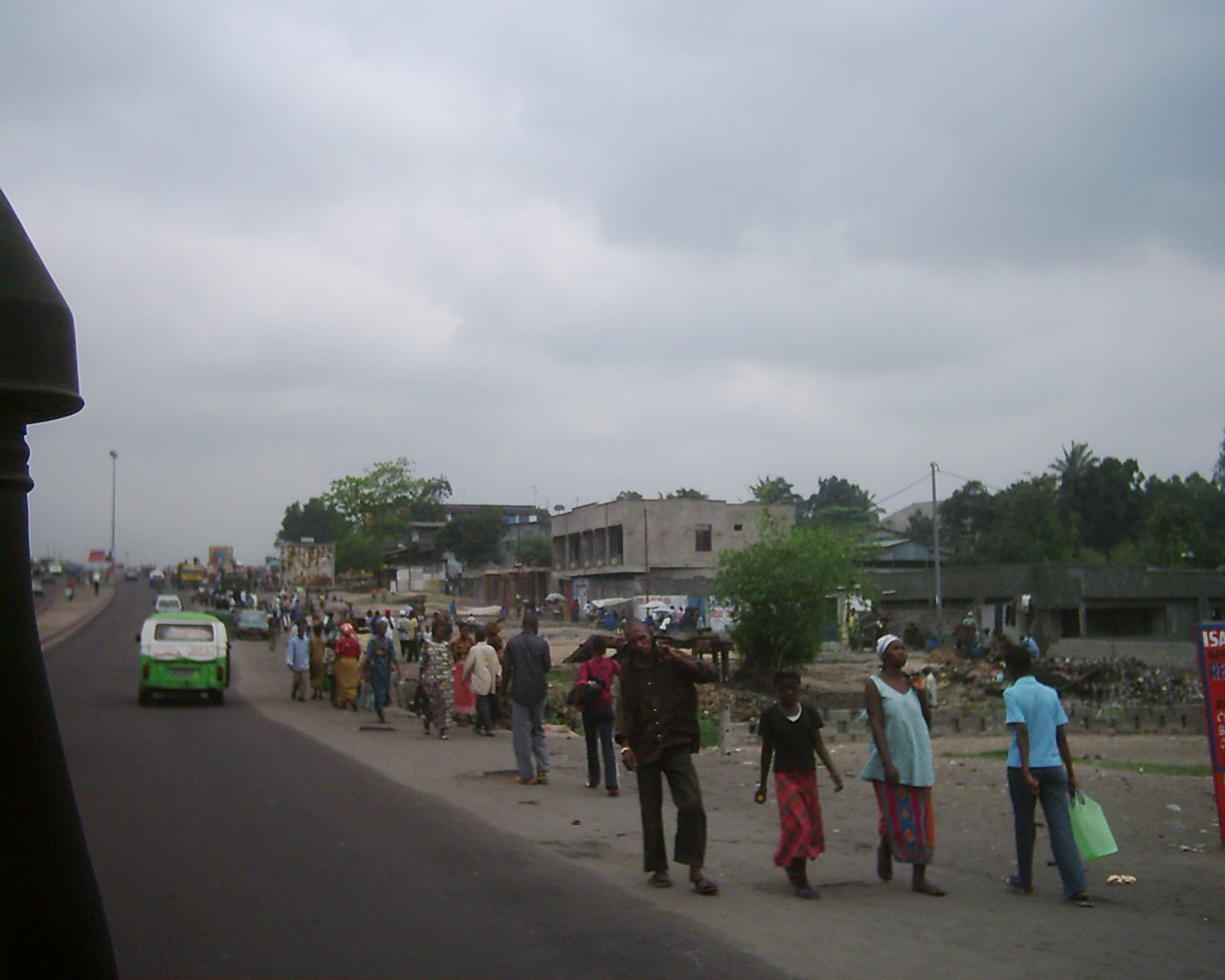
Le boulevard Lumumba à Masina
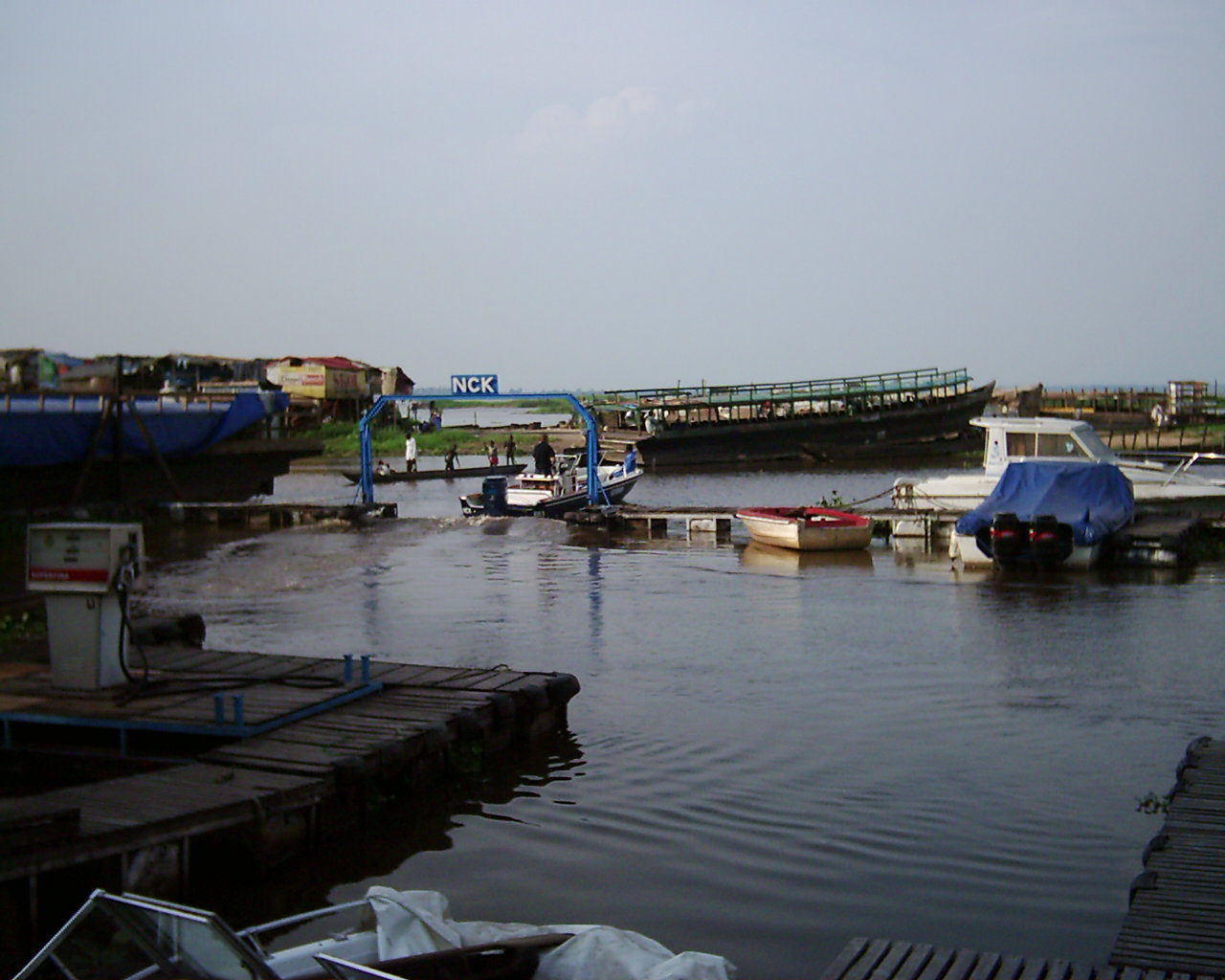
Nautic Club de Kinshasa et bidonvilles dans bateaux échoués à proximité
Stade des Martyrs à Kasa-Vubu
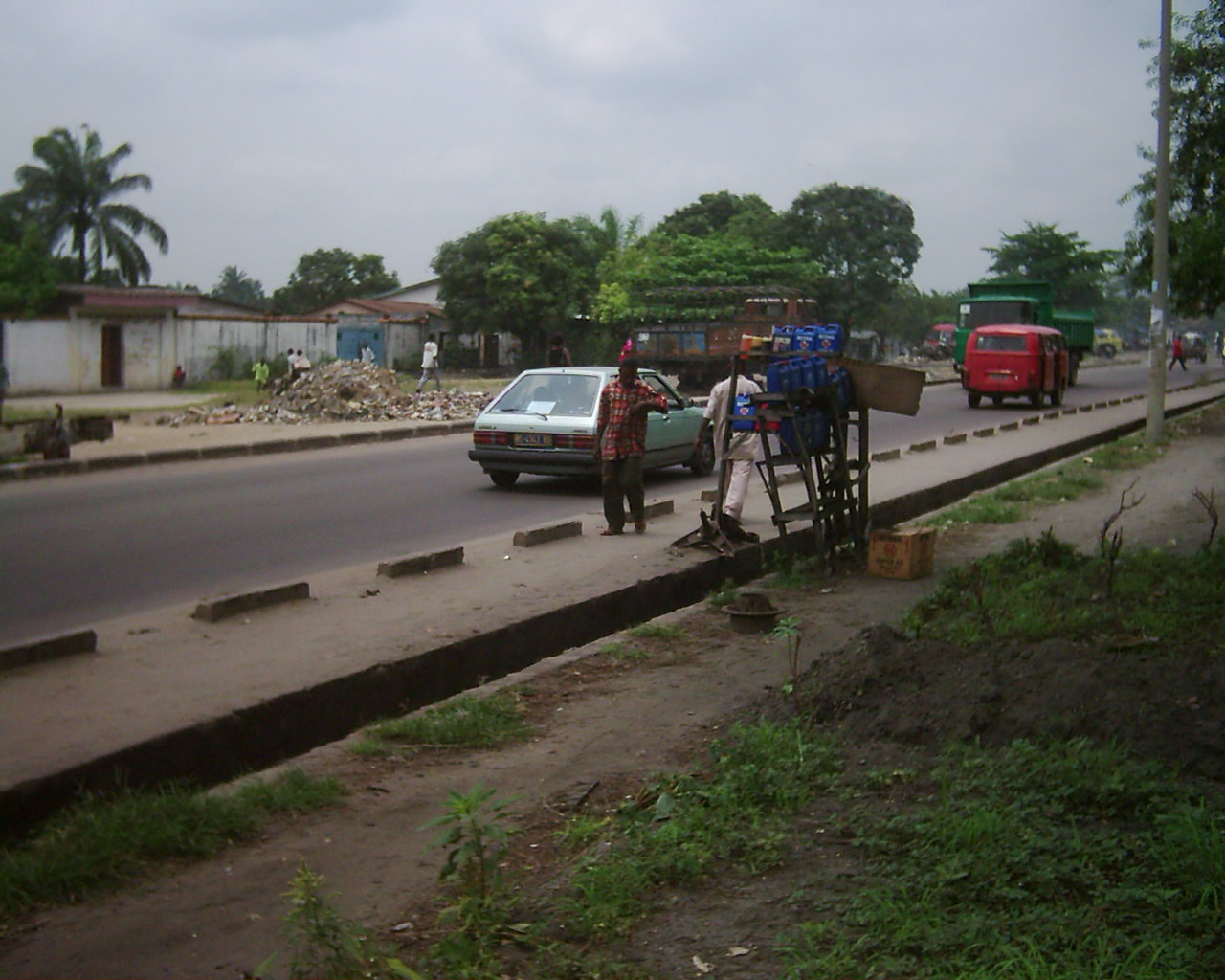
Rue à Lemba. Manioc à l'avant-plan
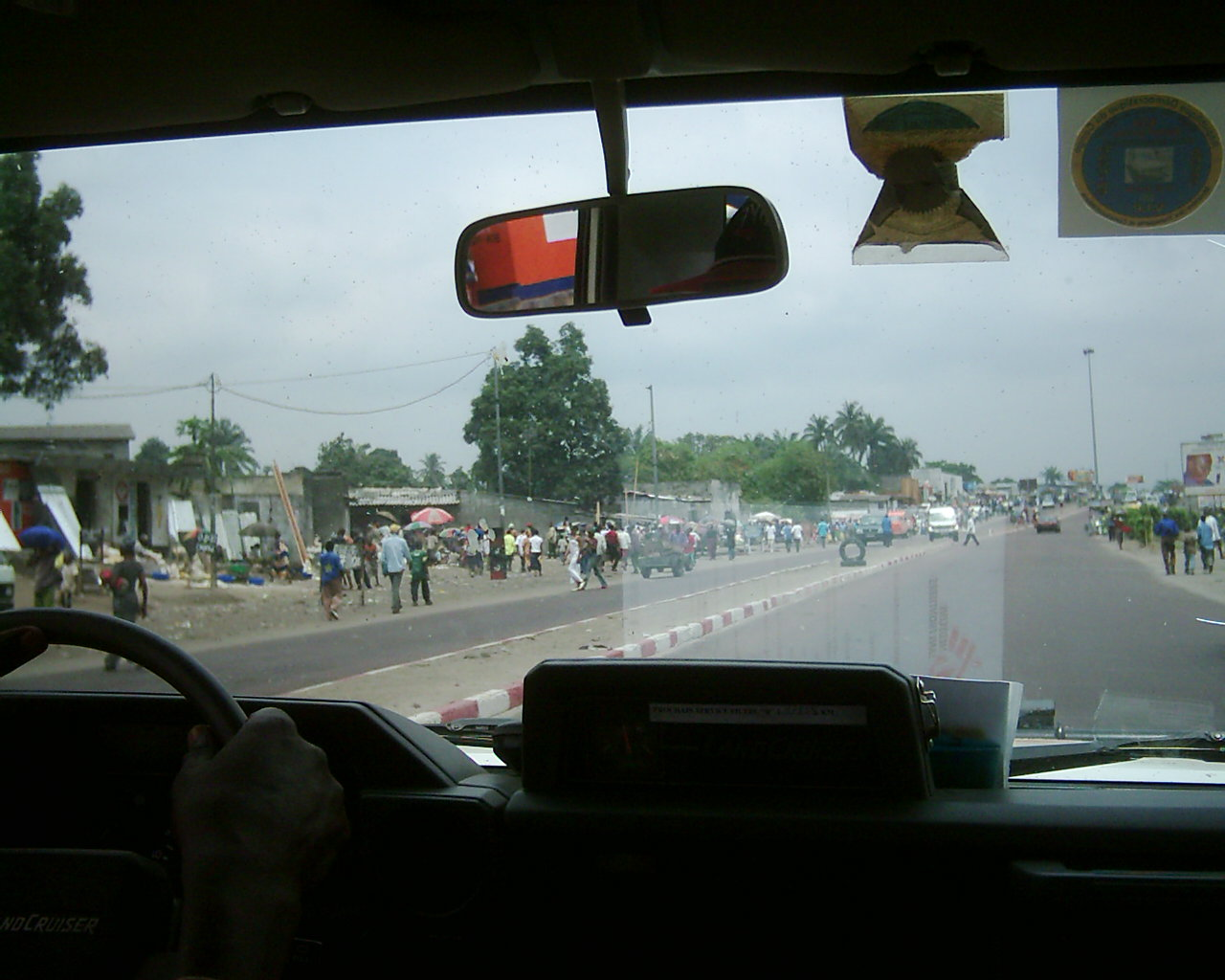
Boulevard Lumumba à Ndjili, en provenant de l'aéroport
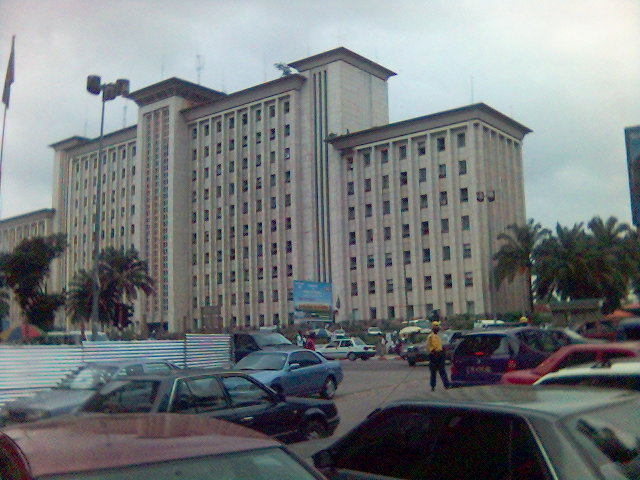
Siège de l'ONATRA à Kinshasa

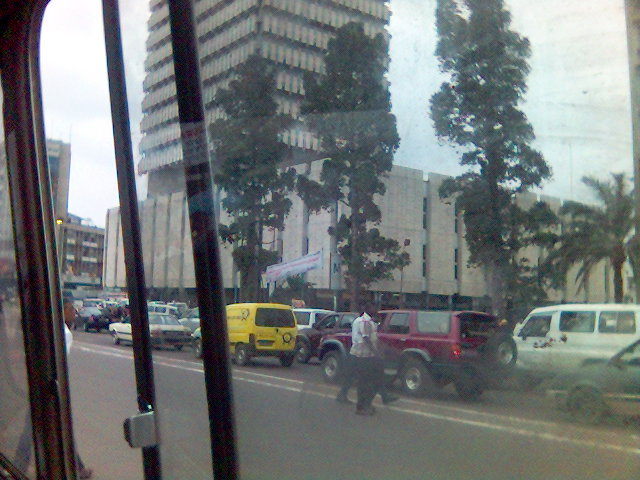
Vue d'en bas de l'immeuble de la Banque commerciale du CongoPhoto prise dans une voiture
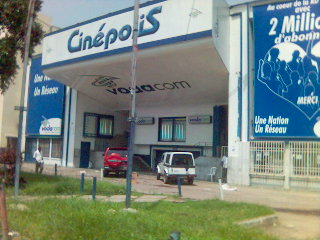
Salle de cinéma
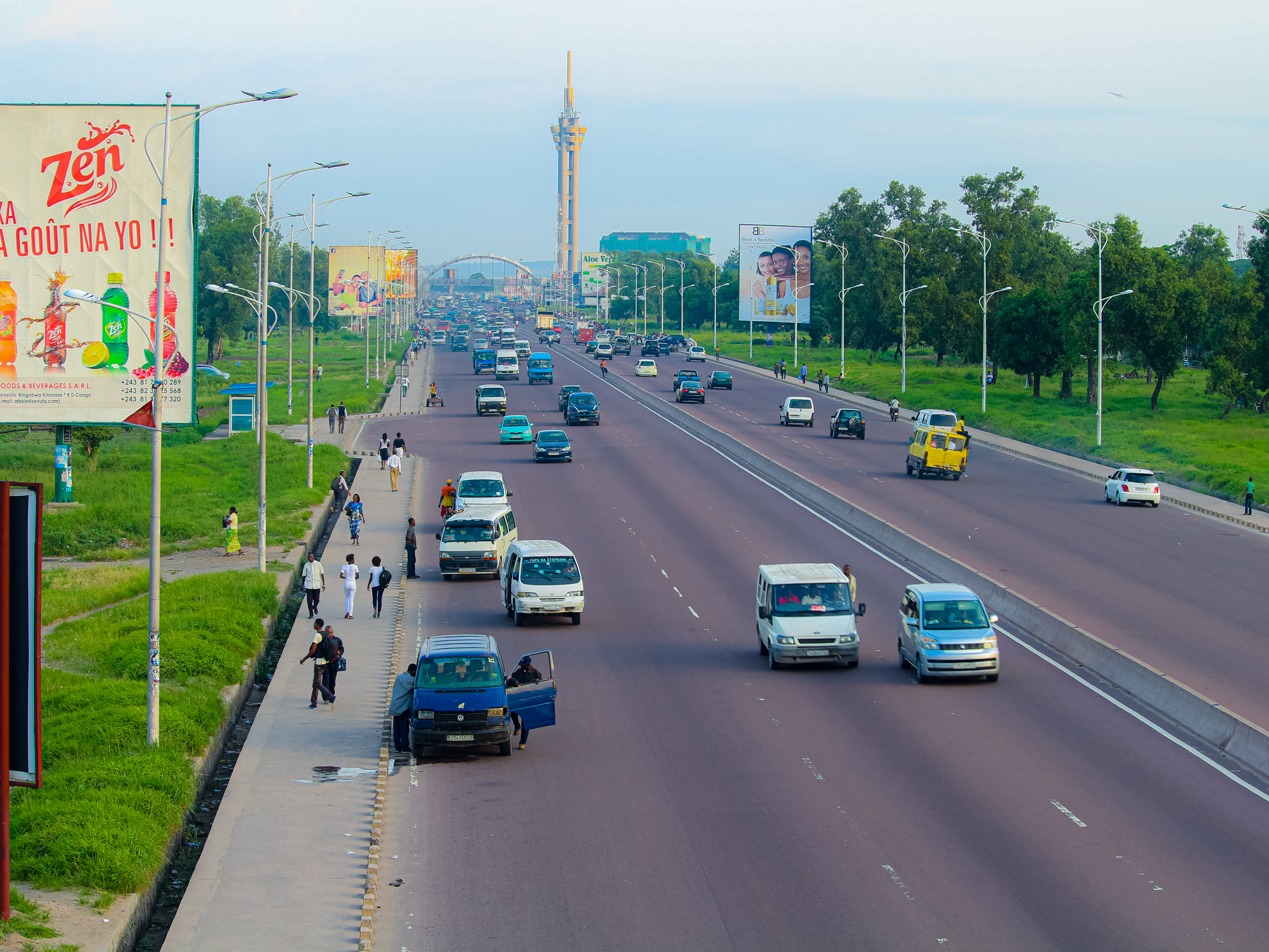
Le boulevard Lumumba au niveau de limete
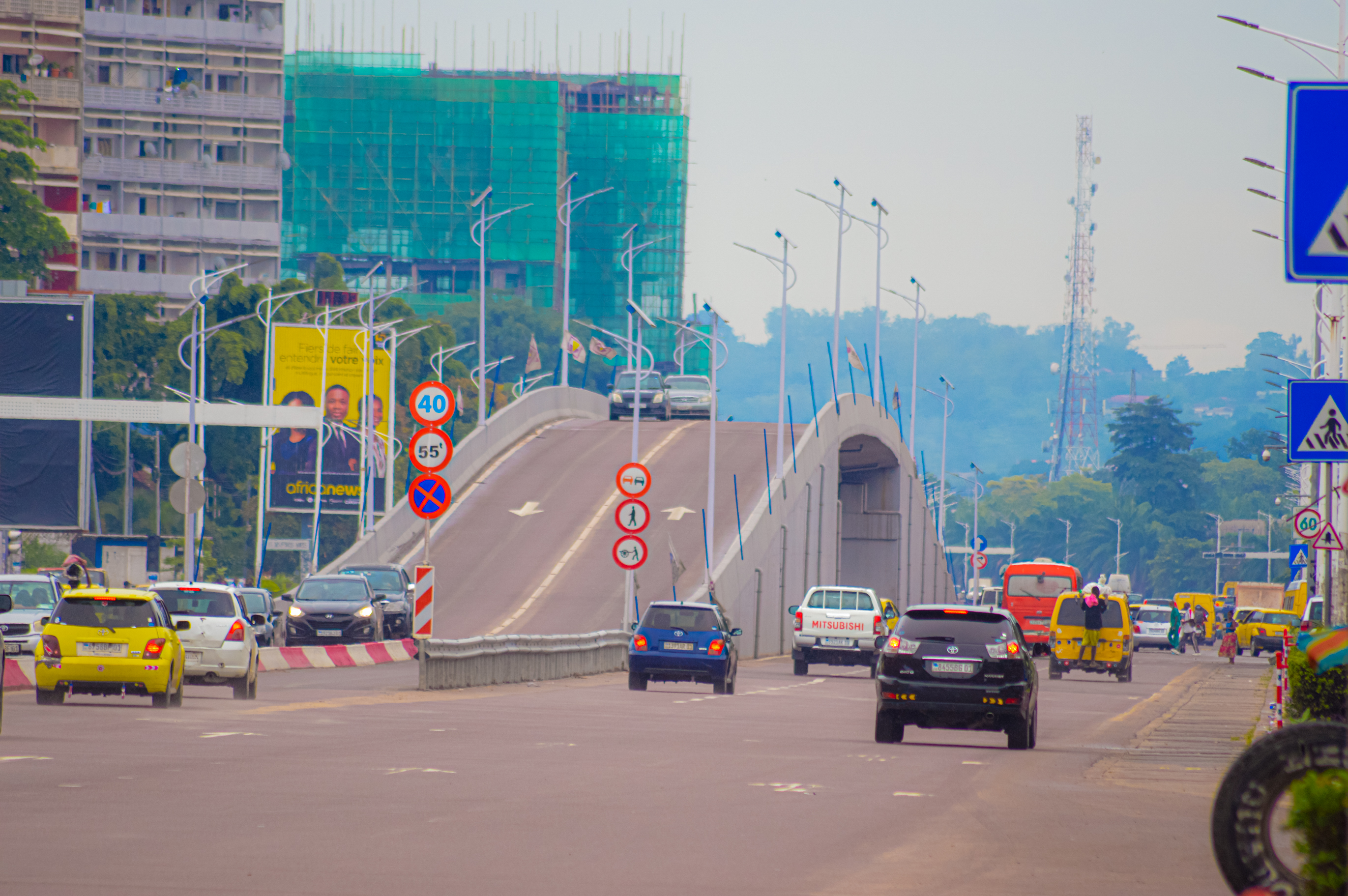
Le saut de mouton au rond-point mandela (Croisement boulevard du 30 juin et l'avenue de libération)
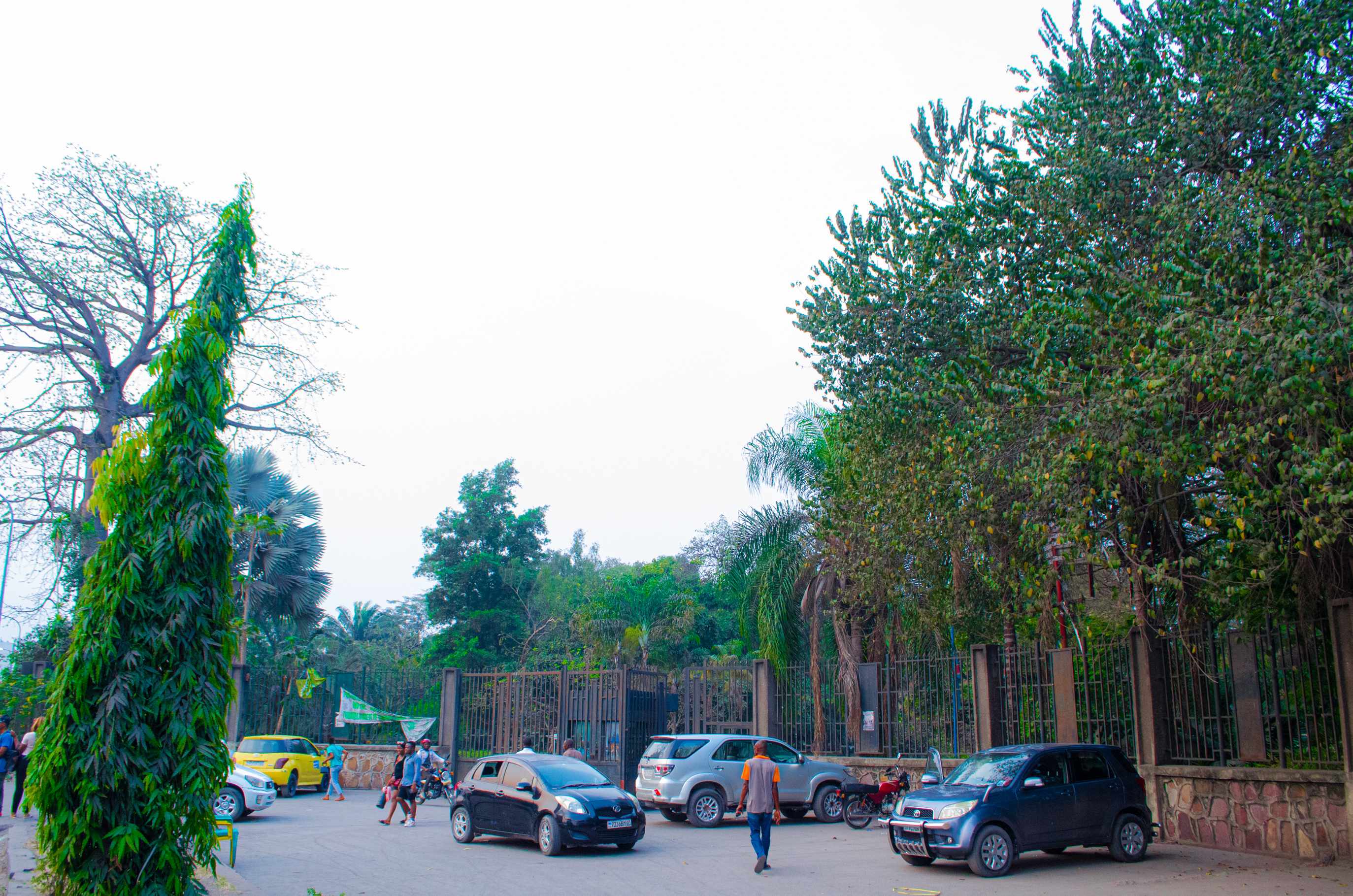
L'entrée du Jardin botanique de Kinshasa
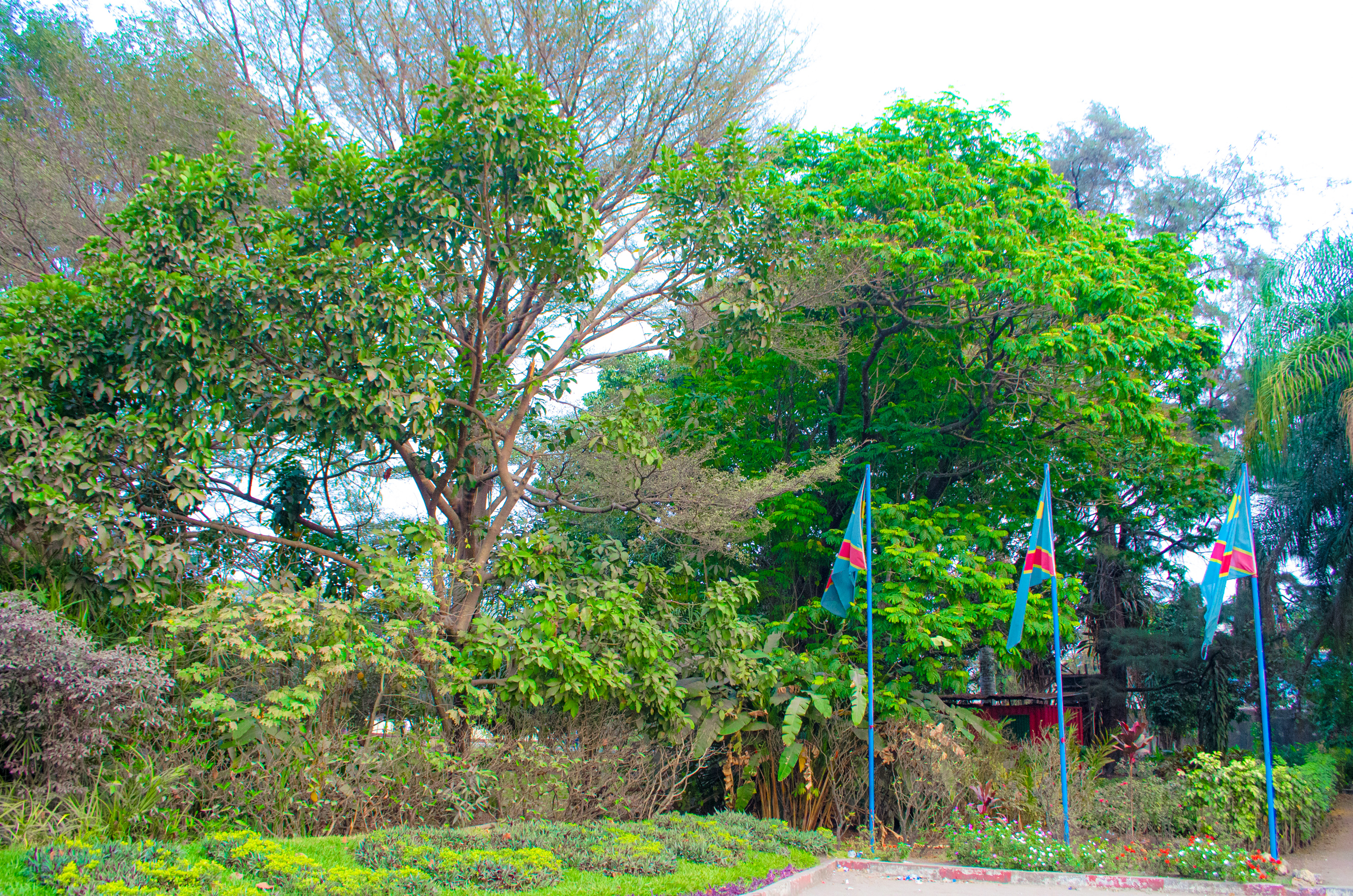
L'entrée du Jardin botanique de Kinshasa

### Kinshasa, la ville et la cité
Marc Pain, Kinshasa: la ville et la cité, mémoire O.R.S.T.O.M. d'études urbaines, volume 105, Éditions IRD, 1984,  (ISBN 978-2709907286), 267 pages.
1. ↑  Page 177.
2. ↑  Pages 63 et 64.